# Storia della psicoanalisi
In storia della psicoanalisi si raccoglie il racconto storico di quel vasto movimento di pensiero che ha fatto il suo esordio all'alba del Novecento e ha avuto nel lavoro del medico viennese Sigmund Freud il punto di partenza.
Se agli inizi questo movimento sembrava costituire una rivoluzione nell'ambito della sola psichiatria, ben presto ci si ricredette sulla portata dell'influenza ch'esso avrebbe esercitato. Ci si dovette ricredere soprattutto di quanto la psicoanalisi andava smentendo con il suo impegno metodico e quotidiano: delle impressioni di moda passeggera, legate alla nuova scienza psicoanalitica nascente.
Il vecchio secolo è passato, molte idee legate al Novecento hanno perso gran parte del loro iniziale seguito o sono pressoché scomparse. Tra queste, anche la psicoanalisi è stata messa pesantemente in discussione. È tuttavia indiscutibile che essa abbia avuto un importante influsso sulla cultura e sul costume dell'ultimo secolo.
Per approfondimenti sulle elaborazioni teoriche dei vari esponenti di questo movimento si possono consultare le voci specifiche, mentre qui si tratta solo della divulgazione e dell'espansione del movimento psicoanalitico e delle sue teorizzazioni a partire dalla città di Vienna, dove operava il padre fondatore di questa disciplina. Si tratta anche del suo radicarsi ed espandersi, non solo a livello territoriale nelle culture locali e linguistiche specifiche, ma anche dell'inserirsi del suo linguaggio e del suo proprio paradigma nelle varie scienze, filosofie, teologie e arti, dalla letteratura, alla pittura al cinema; in breve, della progressiva colonizzazione da parte della psicoanalisi della cultura del Novecento e di quella contemporanea.

## 1895: la rivoluzione psicoanalitica
Con il termine di "terza rivoluzione" Freud intendeva riferirsi al cambiamento da lui avviato con la formulazione del concetto di "inconscio" quale elemento fondante la struttura psichica dell'uomo e quale movente essenziale del suo comportamento.
Parlando di "terza rivoluzione" intendeva alludere alle altre due umiliazioni culturali che l'identità egoica dell'uomo aveva dovuto subire, ad opera di Niccolò Copernico prima, e quella più recente e non ancora digerita da parte di Darwin.
Tutto ebbe inizio nel 1895. In quell'anno di svolta nella storia del pensiero e dell'umanità, due medici viennesi specializzati in neurologia, il dottor Sigmund Freud e il dottor Josef Breuer pubblicarono gli "Studi sull'isteria".
In natura nulla si crea e nulla si distrugge, ma tutto si trasforma; così anche la psicoanalisi non nacque dal nulla, ma derivò le sue concettualizzazioni da una "preistoria delle idee psicoanalitiche", una lenta evoluzione del pensiero che preparò impercettibilmente le basi per la nascita di questa nuova scienza.

## La preistoria della psicoanalisi
Se volessimo ricercare le radici della psicoanalisi, bisognerebbe risalire alla storia della psicoterapia dinamica.
Secondo Henri Ellenberger, il percorso concettuale della psicoanalisi parte dal medico tedesco Franz Mesmer (1734 - 1815) e dalla sua teoria del magnetismo animale; alla relativa applicazione concreta nell'ipnotismo e nella suggestione ipnotica e all'evoluzione susseguente della sua metodica ad opera del mesmerismo.
Si tenga anche presente l'influenza sul suo pensiero delle elaborazioni di un altro medico e alchimista svizzero, di cui proprio Mesmer al tempo era tra i più esperti conoscitori, Paracelso (1493 - 1541), a cui si deve la teoria della simmetria tra microcosmo e macrocosmo.
Anticipazioni della psicoanalisi si possono trovare nell'ambito del movimento filosofico romantico tedesco, per esempio in Novalis e Schelling. Negli Stati Uniti un altro precursore della psicoanalisi è Emerson, che già parlava della necessità di "liberare i pensieri latenti", dell'importanza della realtà inconscia, dei sogni e anche dell'umorismo come un prodotto di atti mancati. Emerson influì in modo decisivo su Nietzsche, un altro pensatore cruciale per i padri della psicoanalisi.

### L'Ipnosi
Storicamente fu invece il metodo ipnotico-suggestivo, appreso seguendo i corsi di Charcot, illustre neuropsichiatra alla Salpêtrière di Parigi, il primo modo che Freud adottò per riuscire a giungere ai contenuti profondi dell'inconscio.
Tale metodo tuttavia presentava dei limiti, per cui venne perfezionato insieme al professor Breuer nel metodo ipnotico-catartico.

### Le libere associazioni d'idee
In seguito Freud passò alla tecnica delle libere associazioni senza censura alcuna operata dalla ragione, metodo che andò precisandosi lentamente tra il 1892 e il 1895.
Inevitabilmente queste associazioni conducevano molto spesso a ricordi di sogni. Freud capì ben presto che questi sogni dei pazienti, a cui le libere associazioni così spesso rimandavano, dicevano molte cose al riguardo di ciò che egli andava da tempo cercando al di là del singolo paziente: era nata la psicoanalisi.

## Il metodo psicoanalitico: la verità del linguaggio del sogno come scienza

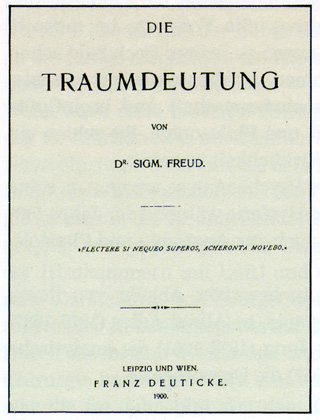
La prima edizione de "L'interpretazione dei sogni" di Sigmund Freud, 1899

In piena crisi dovuta alla recente morte del padre, aggravata dal rapporto divenuto d'incomprensione con il suo più caro amico, il medico-otorino Dottor Fliess, allora l'unico interlocutore valido delle sue ricerche psicoanalitiche, Freud pubblicò "L'interpretazione dei sogni", che venne dato alle stampe nell'anno 1899. Esso rappresenta anche il punto di arrivo della sua autoanalisi, iniziata nel 1897.
Di questo libro, pietra miliare della storia del movimento psicoanalitico, così Freud scriveva:
(Prefazione alla II edizione de L'interpretazione dei sogni - Sigmund Freud)
Qui evidentemente ci troviamo di fronte a qualcosa più potente della ragione, o che comunque non si fa assoggettare a questa. Forse è proprio per questo che molti scienziati, filosofi, epistemologi competenti, pur avendo letto attentamente Freud non ci hanno capito nulla: la psicoanalisi infatti è una esperienza reale che trasforma chi la fa realmente. Del resto costoro sono in buona compagnia, visto che nemmeno Freud credeva in Freud. Allorché, attraverso il sogno, si manifestava la Grande Ragione proveniente dalle profondità oscure dell'inconscio, allora diversamente da questi epistemologi, Freud riusciva nell'intento di mettere tra parentesi la piccola ragione di Freud e così ritrovava, come lui stesso testimoniava, la certezza della ragione senza più dubbi.
Ritorneranno i dubbi ma Freud conoscerà adesso la strada maestra per raggiungere la vera scienza.

### La nascita della psicoanalisi
Per convenzione si usa datare la nascita della psicoanalisi con la prima interpretazione esaustiva di un sogno scritta da Freud: si trattò di un suo sogno personale della notte tra il 23 e il 24 luglio 1895, e riportato anche ne L'interpretazione dei sogni come "il sogno dell'iniezione di Irma". Questa sua interpretazione rappresentò l'inizio dello sviluppo della teoria freudiana sul sogno. Il metodo per accedere ai contenuti dell'inconscio, costituito dall'analisi dei sogni, segna infatti l'abbandono del metodo ipnotico utilizzato fino a questa nuova fase.
Altri legano invece la nascita della psicoanalisi alla prima volta in cui Freud usò il termine "psicoanalitico", e cioè nel 1896, dopo aver già svolto un'esperienza di 10 anni nel settore della psicopatologia, quando scrisse due articoli nei quali per la prima volta parla esplicitamente di "psicoanalisi" per descrivere il suo metodo di ricerca e trattamento terapeutico.
Per completare il quadro, c'è infine chi propone, benché l'uso del termine sia antecedente, la data di pubblicazione dell'"Interpretazione dei sogni" (1900), in quanto è proprio l'interpretazione dei sogni la via maestra che la psicoanalisi adotta per accedere ai misteri dell'inconscio e al suo specifico linguaggio, dopo aver lasciato alla preistoria della psicoanalisi il suo primitivo metodo ipnotico.

### Gli inizi del movimento psicoanalitico
Per molto tempo la psicoanalisi era incarnata dal solo Freud, che aveva, come unico interlocutore delle scoperte che andava facendo, il suo amico intimo il dottor Wilhelm Fliess. Furono altri due medici viennesi, i dottori Max Kahane e Rudolf Reiter, i primi a manifestare a Freud il loro interessamento per la psicoanalisi.

#### La prima cellula psicoanalitica: il circolo di Freud
Tuttavia fu a partire dal 1902, e per alcuni anni a seguire, che Freud cominciò a prendere l'abitudine di organizzare degli incontri a casa sua con un gruppo di medici che, venuti a conoscenza delle sue elaborazioni teoriche, manifestavano il loro interesse per la psicoanalisi.
Tra questi psicoanalisti della prima ora, che costituirono la prima cellula psicoanalitica cui diedero nome "Circolo di Freud", vi erano in particolare Alfred Adler (1870-1937) e Wilhelm Stekel (1868-1940).

#### La Società Psicoanalitica di Vienna
Siccome questi incontri di norma si tenevano tutti i mercoledì sera, presero il nome di "riunioni del mercoledì sera", e continuarono sino alla costituzione nel 1907 a Vienna della prima Società Psicoanalitica ufficiale, che ebbe Freud come primo presidente. In seguito aderirono anche Paul Federn e psicologi non medici (definiti laici), tra cui Viktor Tausk, Hanns Sachs, H. Silberer.
I primi aderenti stranieri che furono invitati dalla Società furono Carl Gustav Jung e Ludwig Binswanger, due psichiatri allora sconosciuti che lavoravano presso il prestigioso manicomio di Zurigo (il Burghölzli, diretto da Eugen Bleuler); Karl Abraham dalla Germania, che temporaneamente lavorava nello stesso istituto psichiatrico dei suoi colleghi Jung e Binswanger; A.A. Brill dagli Stati Uniti ed Ernest Jones dall'Inghilterra.

## La psicoanalisi esce dal ghetto: Carl Gustav Jung
Come molti studiosi della storia di questo movimento sostengono, l'arrivo di questo psichiatra, proveniente da uno dei più prestigiosi istituti psichiatrici, quello di Zurigo, è stato decisivo; decisivo non soltanto per un rilancio della psicoanalisi a livello teorico, ma anche a livello organizzativo e come movimento in espansione.
Ciò accadde nel 1906 quando il dottor Jung, dopo aver letto i saggi di Freud sui sogni, il metodo associativo, la sua certezza dell'eziologia sessuale delle nevrosi, intraprese dapprima una corrispondenza con il neurologo di Vienna e quindi lo incontrò personalmente.
Dell'amicizia tra i due psicologi del profondo rimane come documentazione il carteggio tra loro intercorso dal 1906 sino al 1913, anno della rottura.

### L'incontro di Jung con il "diavolo" sulla via della psicoanalisi
In quel momento dello sviluppo del pensiero psicoanalitico, Freud subiva un forte ostracismo a oltranza negli ambienti accademici che, pur conoscendolo, non pronunciavano nemmeno il suo nome in pubblico. Nello stesso tempo il dottor Jung, quale psichiatra impegnato soprattutto sul fronte della cura della schizofrenia e non delle semplici nevrosi, aveva progettato per sé proprio una carriera accademica.
Come riportato da Jung:
(Ricordi, sogni, riflessioni - Carl Gustav Jung)

### Jung paladino della psicoanalisi di Freud costi quel che costi
(Ricordi, sogni, riflessioni - Carl Gustav Jung)
Siccome un conferenziere, in un congresso medico tenutosi a Monaco proprio in quei giorni, parlava di nevrosi ossessive evitando deliberatamente di citare il nome di Freud, Jung prese immediatamente l'iniziativa di scrivere un saggio per una rivista medica deplorando il fatto accaduto al congresso ed esponendo la nuova concezione delle nevrosi scaturita dal lavoro di Freud.
Appena pubblicato l'articolo di Jung sulla rivista, allo stesso giunse una lettera di avvertimento di due professori tedeschi, in cui gli comunicavano "che se avessi continuato a stare dalla parte di Freud e a prenderne le difese, avrei rovinato la mia carriera accademica. Risposi: «Se ciò che Freud dice è la verità, sto con lui. Non m'importa nulla della carriera, se questa deve fondarsi su una limitazione delle ricerche e sull'occultamento della verità». E continuai a difendere Freud e le sue idee." (Ricordi, sogni, riflessioni, 1961, Carl Gustav Jung)

### L'investitura di Jung a "Principe" della psicoanalisi
Benché Jung avesse già fatto presente a Freud come forse sarebbe stato meglio utilizzare il concetto di libido, da intendersi come energia psichica astratta, senza identificarla totalmente con la sessualità, il maestro Freud gli risponde comunque per incoraggiarlo nella via intrapresa di mettersi anima e corpo al servizio della nuova scienza:
(Lettera del dottor Freud al dottor Jung del 7 aprile 1907)
Questa era ovviamente l'opinione del padre della psicoanalisi su Jung, ma gli altri fratelli della famiglia psicoanalitica, divenuta nel frattempo numerosa, non la pensavano così, in particolare gli psicoanalisti viennesi. Essi ebbero modo di mostrare il loro disappunto per questa investitura, ma Freud, per quanto riguardava il gruppo di Zurigo, riteneva che Breurer avesse preso semplicemente a prestito la psicoanalisi per corroborare la sua teoria psichiatrica, mentre riteneva che Jung fosse divenuto un vero psicoanalista. Così Freud si mostrò sempre molto paziente con Jung, sino a che questi non esagerò e Freud dovette ricorrere ai ripari per salvaguardare la direzione originaria del movimento. 

## Transfert e psicoanalisi: storie d'amore sull'altare della psicoanalisi
Le storie d'amore a cui qui ci si riferisce sono tante; tutte quelle nate agli esordi della psicoanalisi e anche dopo. Esse hanno dovuto trascendere se stesse nella direzione dello sviluppo di questa neonata scienza, già fin troppo scandalosa per il mondo. Al di là del buon nome della psicoanalisi, che si doveva comunque difendere, tale trascendimento in nome della scienza quale nuovo amore (o per dirla nel gergo psicoanalitico: la parola quale nuovo gradiente della libido) costituiva il metodo stesso psicoanalitico, la sua essenza e la condizione del suo sviluppo al di là dei transfert presenti nella normale vita quotidiana.
Né ci si deve meravigliare di questi accadimenti, poiché questa scienza è fondamentalmente una relazione umana profonda e non una relazione prettamente utilitaristica o di servizio. La psicoanalisi è una relazione umana gratuita (nel senso che non ha alcun altro scopo che esula dalla relazione medesima e della sua evoluzione), quindi per la riuscita di essa si devono mettere necessariamente in gioco forze che altrimenti non sarebbero attivate.
Di queste storie, due in particolare sono le più conosciute. Entrambe si sono svolte agli albori della fondazione di questa nuova scienza: quella tra Anna O. (il cui vero nome era Berta Pappenheim) e il dottor Breuer e quella tra l'allora promettente dottor Carl Gustav Jung e Sabine Spielrein.

### "Anna O." - un trasporto d'amore alla radice della nuova scienza
Bertha Pappenheim (1856-1936) presentava sintomi di tipo isterico. Aveva ventuno anni quando entrò in cura dal professor Joseph Breuer, di cui Freud era amico oltre che allievo e principale collaboratore. Il trattamento psicoterapeutico si svolse tra il 1880 e il 1882 e il suo caso clinico, sotto lo pseudonimo di "Anna O.", venne presentato nel 1895 in "Studi sull'isteria" di Breuer e Freud.
Breuer utilizzava il metodo ipnotico in maniera originale, tanto che Anna O. coniò il termine "cura con le parole" per descrivere la terapia.
Con questo metodo dell'ipnosi catartica Breuer riuscì ad individuare i sintomi della paziente ed eliminarli uno ad uno, sino all'imprevisto: la paziente, che presentava fin dapprincipio pulsioni erotiche riferite alla persona del padre, con il procedere del trattamento le trasferì sulla figura del medico che l'aveva in cura. La situazione sembrava ancora controllabile, quando inaspettatamente segni di una gravidanza isterica vennero manifestati dalla paziente, la quale cominciò a dichiarare che stava aspettando un figlio dal terapeuta.
Il prof. Breuer, psichiatra di comprovato valore oltre che persona stimata, abbandonò Vienna spaventato lasciando la paziente in piena crisi e pregando il suo miglior allievo, il dottor Freud, di rilevare questa paziente così pericolosa per il suo buon nome e di salvare la sua famiglia da un naufragio.
Freud accettò di farsi carico del caso, che in seguito raccontò in uno dei suoi scritti dove introduceva i concetti analitici di ‘transfert' e ‘controtransfert' "ribattezzando" la paziente col noto pseudonimo.
Molti concetti o elaborazioni della psicoanalisi sono stati modificati o abbandonati nel tempo, ma i concetti di "transfert" e "controtransfert" invece diventeranno sempre più centrali sino ad arrivare alle più attuali elaborazioni della corrente detta di psicoanalisi intersoggettiva. In essa i due concetti scaturiti dal "caso di Anna O." svolgono un ruolo preponderante sia nel condurre la terapia sia nell'elaborazione teorica dell'esperienza psicoanalitica.
Berta Pappenheim rimane una dei grandi sconosciuti eroi della psicoanalisi, che, con il loro dramma personale e le loro sofferenze, hanno inconsapevolmente costituito la materia prima nel costruire i concetti operativi fondamentali della nuova scienza umana. Superato finalmente il periodo di crisi e l'adolescenza, divenne famosa per essersi occupata dell'infanzia operando nella costruzione della prima rete di asili infantili austriaca. Fu anche direttrice di un orfanotrofio a Francoforte e, oltre a essersi dedicata a studi sociologici attinenti alla prostituzione, fu militante e fondatrice della "Lega giudaica delle donne".
Nel 1954 la Repubblica Federale Tedesca, per rendere omaggio alla sua memoria, diede alle stampe un francobollo a lei dedicato.

### Innamorata del dottor Jung: Sabine Spielrein
Questa storia d'amore, che vede coinvolti anche la moglie del giovane medico svizzero e il dottor Freud come consulente di Jung nella faccenda, oltre che amico di Sabine, è stata portata sugli schermi anche con risvolti un po' morbosi da più di un regista.
In particolare sottolineamo le pellicole del regista svedese Marton "Mi chiamavo Sabine Spielrein" (2002), a detta di alcuni critici cinematografici la più aderente ai fatti storici, e alla pellicola del regista italiano Roberto Faenza "Prendimi l'anima" dello stesso anno, alla quale ha collaborato anche lo psicoanalista junghiano Aldo Carotenuto. Carotenuto ha peraltro riportato alla luce il carteggio Freud-Jung e il diario di Sabine Spielrein. Lo psicoanalista si è mostrato comunque molto critico e ha sottolineato che il regista ha voluto dare troppa enfasi alle capacità amatorie del medico svizzero, forse per venire incontro alle aspettative del pubblico. Del resto si attende che gli eredi di Jung diano il consenso alla pubblicazione di parte del carteggio Jung-Freud a cui si sono sempre opposti: potrebbe nascondere altre sorprese.
Questa, in sintesi, è la storia di come una donna etichettata addirittura come psicotica, dopo essersi innamorata follemente del dottor Jung, divenne infine non soltanto psicoanalista, ma addirittura psicoanalista didatta.
La storia comincia al Burghölzli, famosa clinica psichiatrica di Zurigo, dove giunge una nuova paziente: si chiama Sabina Spielrein ed è una giudea russa molto colta, figlia di una famiglia molto ricca. Di appena diciannove anni, già da sei soffriva di crisi depressive che si esprimevano anche con comportamenti violenti.
Il professor Eugen Bleuler, primario, decise di affidare questo caso apparentemente di psicosi ad uno dei migliori medici del suo staff, il dottor Jung. Egli lavorerà sul caso complessivamente per nove anni nel manicomio di Zurigo.
Jung opererà con Sabine seguendo le nuove direzioni psicoterapeutiche, che venivano allora elaborate dal lavoro pionieristico del dottor Freud, del quale la clinica psichiatrica di Zurigo si faceva avamposto principale dopo Vienna. L'incontro psicoanalitico tra Jung e Sabine fu presto molto coinvolgente per entrambi: a prestar fede alle lettere di Sabine, ci si trova di fronte alla narrazione di una forte relazione erotica.
Sta di fatto, comunque, che il comportamento della ragazza cominciò a preoccupare in maniera sempre maggiore Jung, che non riusciva più a capire cosa stesse succedendo. Nel film di Faenza viene riportato come assodato che tra paziente e medico ci fu realmente una relazione carnale; resta il fatto che Jung capì di aver ormai perso il controllo della situazione quando Sabine chiese a Jung un figlio per il quale aveva già pronto un nome: Sigfrido. Non contenta di ciò, volendo cercare lo scandalo a tutti i costi, rese pubblica la sua relazione con Jung.
Infine Jung riuscì a liberarsi di Sabine, salvando così anche il suo matrimonio e la sua carriera.
Sabine in seguito andò in analisi anche dallo stesso Freud, si sposò e si laureò in medicina con una tesi di laurea su un caso clinico di schizofrenia. Divenne psicoanalista e si dedicò, oltre alla cura di pazienti, alla formazione di nuovi medici che volevano divenire psicoanalisti. Ritornò in Russia, ma nel 1942 Sabine Spielrein, in quanto giudea, giunge al termine della sua vita tragicamente, uccisa dai nazisti nella sinagoga di Rostov sul Don.

## L'opposizione alla psicoanalisi in Europa
In Europa il discorso freudiano era ancora tacciato di "delirio", di essere ossessionato dal sesso e di rovinare la società mettendo in pubblica piazza ogni indecenza e perversione. L'impressione, a detta di chi ha vissuto in quell'atmosfera, era che fosse la stessa comunità umana che si ergesse contro il discorso freudiano, chiedendo di ridurre al silenzio lui e i suoi seguaci per metterli nell'impossibilità di nuocere. Questa "folla inferocita" non spaventò il medico viennese; anni dopo egli accusò lo stesso Jung di codardia, chiedendogli di non utilizzare più il termine di psicoanalisi per le sue teorie basate su una teoria della libido desessualizzata.
Espressione di questo clima di opposizione tra psicoanalisi e società è quanto Freud scrisse nel 1910:
(Le prospettive future della terapia psicoanalitica - Sigmund Freud)

## La psicoanalisi sbarca negli Stati Uniti

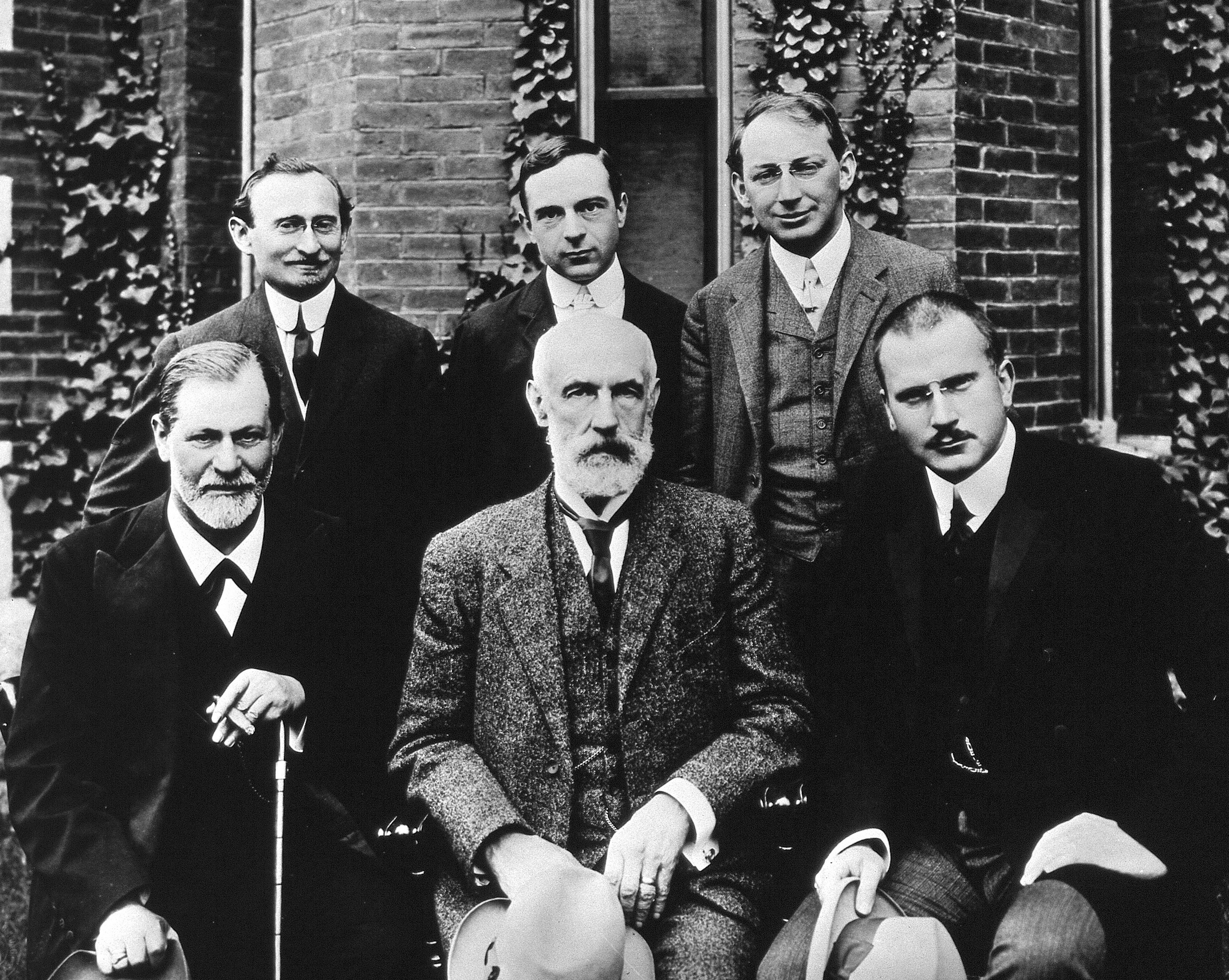
Da sinistra a destra: Sigmund Freud, Stanley Hall, C.G.Jung. Fila dietro, da sinistra a destra: Abraham A. Brill, Ernest Jones, Sándor Ferenczi

Nel 1909 Freud venne invitato negli Stati Uniti insieme allo psichiatra svizzero Carl Gustav Jung e all'ungherese Sándor Ferenczi.
Fu durante il lungo viaggio in nave attraverso l'Atlantico che iniziarono a prodursi alcuni motivi di tensione tra Freud e Jung, preludio della rottura di pochi anni dopo.
Una volta arrivati a New York, ai tre pionieri se ne aggiunse un quarto, Ernest Jones, giunto dall'Inghilterra.
Freud aveva cinquantatré anni quando alla Clark University fu insignito del titolo di Dottore. Oltre a questa onorificenza, Freud ebbe modo di intessere relazioni anche con il più famoso filosofo statunitense, William James, il quale andò ugualmente ad ascoltarlo malgrado fosse molto malato. Ernst Jones riporta che, al termine dell'incontro tra Freud e James, questi si accomiatò dicendogli: "Il futuro della psicologia si affida al vostro lavoro".
A partire dal 1909, Abraham A. Brill iniziò a tradurre le opere di Freud e Jung in inglese.
Negli Stati Uniti Freud si sentì più a suo agio che in Europa, anche se in seguito (1925) confessò che in America, dove l'ingenua "dottrina del comportamento" si vantava di aver completamente eliminato la psicologia, la portata radicale del suo pensiero era stata abbondantemente annacquata.
Malgrado questi giudizi sulla psicoanalisi americana dati da Freud, nel 1931 a New York fu inaugurato il primo istituto psicoanalitico e l'anno dopo un secondo istituto a Chicago seguiti negli anni immediatamente successivi da altri diciassette istituti tutti facenti capo all'American Psychoanalytic Association che ne garantiva l'ortodossia.
Questi modi centralizzati e rigidamente gerarchici di organizzazione hanno fatto divampare negli anni seguenti (soprattutto a partire dagli anni quaranta) polemiche sia in Europa che in America, nelle quali è invalso parlare anche di "nuova chiesa psicoanalitica".

## L'internazionale della psicoanalisi
Per combattere i tentativi di boicottaggio della psicoanalisi da parte dell'ambiente medico, Freud fondò nel 1908 la prima rivista di psicoanalisi: "Jahrbuch fur psychopathologische und psychoanalytische Forschungen" ("Annuario per la ricerca e la psicopatologia psicoanalitica"), alla cui direzione pose Jung, che riteneva ormai essere il suo erede, il quale organizzò lo stesso anno il "Primo congresso internazionale di psicoanalisi", da tenersi nella città di Salisburgo.
Al ritorno di Freud dagli Stati Uniti, nel 1910 il Congresso di Norimberga (30 e 31 marzo) istituì un'organizzazione internazionale per coordinare tutte quelle associazioni psicoanalitiche nazionali già costituitesi o di nuova creazione. Anche questo congresso era stato organizzato da Jung, che veniva ormai universalmente visto come il successore di Freud alla guida del movimento psicoanalitico: Freud stesso, in questa occasione, fece pressione affinché la presidenza dell'internazionale della psicoanalisi gli venisse affidata.
Adler e Stekel invece si incaricarono del giornale dell'associazione: lo "Zentralblatt für Psychoanalyse" (Rivista centrale di psicoanalisi). In seguito a questa rivista si affiancò un'altra pubblicazione per trattare gli aspetti non direttamente medici della psicoanalisi: "Imago", diretta dallo stesso Freud.
Già allora circoli medici legati alla psicoanalisi erano presenti, oltre che a Berlino, Vienna e Zurigo, anche a Budapest, Bruxelles, negli Stati Uniti, in Russia, Francia, Italia e Australia.
Con questi medici e psicoanalisti che costituivano la prima avanguardia del nuovo movimento di pensiero, nella quale bisognerebbe includere l'insieme numeroso e sofferente dei loro pazienti, Freud tesse una fitta e costante corrispondenza, che garantirà la coerenza e l'avvenire del movimento psicoanalitico.

## Alfred Adler: il primo dissidente
La prima divergenza in seno al movimento psicoanalitico si consumò nel 1910 ad opera dello psichiatra austriaco Alfred Adler (1870-1937). Egli diede vita ad un altro orientamento psicoanalitico a cui diede il nome di "Psicologia individuale".
I due principali aspetti della Psicologia Individuale di Adler erano relativi all'elaborazione del "Complesso di Inferiorità" (come base dei processi psicologici fondanti molte manifestazioni psicopatologiche e difficoltà di adattamento), ed alla centralità delle istanze sociali nel lavoro psicoanalitico.

## Carl Gustav Jung: il tradimento del delfino

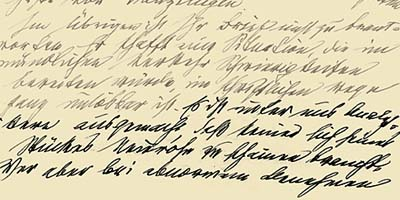
Lettera del 3 gennaio 1913 di Freud a Jung all'avvicinarsi della fine della loro amicizia

Nel 1913 fu la volta di Jung ad abbandonare Freud e gli altri psicoanalisti che condividevano la teoria sessuale della libido e l'impostazione "scientifica" che Freud aveva dato alla teoria psicoanalitica.
Benché Jung ritenesse la sua visione comunque "psicoanalisi", per evitare ogni confusione con l'impostazione Freudiana fu costretto da Freud stesso a denominare altrimenti il suo nuovo punto di vista. Egli scelse il termine di "psicologia analitica" e da allora si è soliti riferirsi alla psicoanalisi di orientamento junghiano con tale denominazione. L'italo-tedesco Ernst Bernhard, per accentuare il riferimento ad una sua personale lettura del testo junghiano, usava il termine di "psicologia dell'individuazione", avendo fatto suo il programma di difendere ad oltranza le nuove individualità ancora deboli nell'affrontare quel dinosauro potente ma necessario anch'esso all'evoluzione, la coscienza collettiva.
In alcuni paesi tale divergenza non comportò problemi di grave entità dal punto di vista organizzativo per il movimento psicoanalitico nel suo insieme; in altri, come l'Inghilterra, significò la dissoluzione del movimento che riuscì a ricostituirsi solo nel 1919.

### Alle radici del dissidio Freud-Jung: l'interpretazione dell'incesto e della vicenda edipica
Nel 1912 apparve il saggio di Jung "La libido: simboli e trasformazioni". Si presentò immediatamente come il libro della discordia, poiché presentava una nuova concezione della libido e delle sue trasformazioni che si riassume in quella che sarebbe diventata la nuova impostazione teorica e clinica eretica di Jung: la concezione dell'incesto simbolico.
Per Jung, infatti, il limite di Freud relativamente alla tematica fondamentale dell'incesto è quello di attenersi ad una interpretazione meramente letterale del desiderio incestuoso, palesando così la sua incapacità di cogliere al di là di una interpretazione concretistica il significato spirituale dell'incesto in quanto simbolo.
Quanto Jung andava affermando era quindi grave nei confronti dei capisaldi della teoria psicoanalitica sino ad allora elaborata, a partire dalla ormai superata prima ipotesi del trauma infantile, perciò Jung indugiava nel decidere di dare alle stampe questo suo libro. Temeva infatti di perdere un'amicizia così importante e non aveva intenzione di separarsi dal movimento psicoanalitico: voleva semplicemente essere un ricercatore libero all'interno di un unico movimento. La moglie Emma Jung, anch'essa psicoanalista, lo rassicurò esprimendo il suo parere che i suoi timori fossero eccessivi e che quindi potesse esprimere le sue opinioni anche se divergenti.
Così non fu e tutti i suoi amici psicoanalisti, uno ad uno, non gli rivolsero più la parola, considerandolo da allora un traditore della causa a cui il movimento si era votato. 

### Un ponte tra psicoanalisi e scienza fisica: il concetto in Jung della libido come energia
Nella nuova concezione della libido in Jung, questa, intesa semplicemente come energia psichica, avrebbe dovuto fare da ponte tra la psicoanalisi e le nuove scienze della fisica.
(La libido: simboli e trasformazioni - Carl Gustav Jung)
(La libido: simboli e trasformazioni - Carl Gustav Jung)
Come si sa, in seguito Jung elaborò un altro concetto che potremmo definire un ponte tra la psicoanalisi e le nuove concezioni della fisica che andavano maturandosi nei primi del Novecento: il concetto di sincronicità, anch'esso ulteriore rottura con il principio di causa-effetto tipico del metodo scientifico oggettivante utilizzato nel modo di elaborarazione della psicoanalisi freudiana.

### Pregiudizi sul significato della sessualità nella teoria psicoanalitica di Jung
In seguito si diffuse una vulgata semplificata della concezione junghiana della libido, tanto che Jung ebbe a lamentarsene:
(Ricordi, sogni, riflessioni - Carl Gustav Jung)

### Precisazioni di Freud sul carattere sessuale della libido
Freud sarebbe tornato sulla questione in "Introduzione alla psicoanalisi", in cui polemizzava apertamente con Jung:
(Introduzione alla psicoanalisi - Sigmund Freud)
L'impressione, comunque, anche alla luce degli sviluppi futuri dei due orientamenti psicoanalitici principali, è che dietro questa diatriba sulla natura della libido ci fosse un disaccordo più profondo, cioè due modi diversi di intendere il desiderio incestuoso e il relativo tabù della vicenda edipica.

### Jung e la sua grande paura di un naufragio nella psicosi
A partire dal momento in cui i due grandi a fondamento dell'edificio psicoanalitico imboccarono strade diverse, e Jung si ritrovava solo, senza altri punti di riferimento che se stesso, questi si immerse totalmente nella sua autoanalisi personale, come non aveva fatto prima. Egli arrivò ben presto, come più tardi confessò, a temere di dirigersi ineluttabilmente verso la psicosi, tanto potente e fascinoso risultava essere il materiale proveniente dall'inconscio, sia il suo che quello dei pazienti che si ritrovava a trattare. I suoi pazienti gli portavano nuovi contenuti provenienti da un unico inconscio ancora da chiarificare, ovvero da far riemergere alla luce della coscienza.
Jung seppe prendere le sue dovute precauzioni e procurarsi "salvagente" e "scialuppe di salvataggio"; così infine l'isoletta della sua coscienza resse bene all'incontro con l'oceano dell'inconscio e non sprofondò in esso, anzi fornì la materia base dei suoi libri successivi.
Val la pena di riportare di questo periodo del percorso psicoanalitico di Jung, uno dei momenti più drammatici di questa sua discesa nelle profondità dell'inconscio, dove però si celano anche le altezze dello spirito. Orbene lo psicoanalista nella sua autobiografia racconta come, in un momento in cui era completamente vissuto da grandi tensioni psichiche, tanto che esse sembravano in procinto di sfociare in una vera e propria psicosi, in quel medesimo istante in cui stava per cedere dall'inconscio emerse un contenuto che si presenta simultaneamente come una benedizione, se compreso e quindi integrato al pensiero cosciente, e una maledizione se invece non compreso e quindi abbandonato a sé stesso nel regno dell'inconscio — quell'ambito oscuro e ombroso del non-sapere di sé.
Si trattava del famoso sogno della caccia all'eroe Sigfrido e della sua uccisione, che proponeva a Jung una trasformazione del suo atteggiamento verso la vita, proposta che si compendiava nel sacrificio dell'eroe quale mito appartenente ancora all'ego. Stava ancora a significare che egli non aveva ancora pienamente compreso il senso della rivoluzione psicoanalitica come nuova rivoluzione copernicana, che spodesta radicalmente l'Io dal suo posto centrale nel sistema psichico e lo detronizza gerarchicamente in favore dell'inconscio.
(Ricordi, sogni e riflessioni - Carl Gustav Jung)

### Diffusione della psicoanalisi junghiana a livello mondiale
Jung ebbe molti discepoli che abbracciarono il suo indirizzo psicoanalitico o che abbandonarono il movimento freudiano perché più in sintonia con la svolta da lui impressa su questo o quel punto della teoria psicoanalitica. Ciascuno a modo suo si trovò a sottolineare in particolare questo o quel particolare concetto proprio della psicoanalisi archetipica-individuativa del pioniere di questa scuola.
Così tra i più importanti pionieri o divulgatori dell'orientamento junghiano vanno annoverati:
Erich Neumann (1905-1960), grande studioso della storia della coscienza e delle sue origini nonché dell'archetipo fondamentale della Grande Madre. Con una enfasi particolare sottolineò in una lettura più consona alla sua visione della psicoanalisi archetipica elaborata da Jung, l'impostazione evoluzionistica in essa presente enunciando i vari stadi evolutivi di emersione del fenomeno della coscienza dall'inconscio e come anche a livello dell'evoluzione psicologica del singolo individuo si possa applicare il principio scoperto nell'ambito delle scienze naturali secondo cui l'ontogenesi ricapitola la filogenesi. Conseguenza del modello archetipico-individuativo-evolutivo proprio di Neumann è la sua denuncia della ipertrofia dell'elemento maschile caratteristica della coscienza occidentale ancora patriarcale elaborata nel suo "La psicologia del femminile" del 1953 dove auspica una integrazione dell'elemento femminile a vantaggio di un affrancamento dalla coscienza di gruppo;
L'americano James Hillman (1926), che è stato anche presidente dell'Associazione Internazionale di Psicologia Analitica ed è attualmente l'esponente di punta del cosiddetto "approccio archetipico";
L'inglese Michael Fordham (1906-1995), che cercò di integrare aspetti della psicologia analitica classica con i risultati e le teorizzazioni della scuola delle relazioni oggettuali;
Tra gli altri psicoanalisti junghiani degni di nota vi è la stessa moglie di Jung, Emma Jung (1882-1955) che ha dedicato gran parte della sua vita di psicoanalista a ricerche sulla psicologia del Santo Graal, lasciate incompiute alla sua morte e portate a compimeno da un'altra famosa psicoanalista junghiana Marie-Louise von Franz (1915-1998). Quest'ultima, allieva e collaboratrice di Jung all'Istituto omonimo di Zurigo, mise particolare enfasi sulle affermazioni di Jung sui poteri di autoguarigione della natura a scapito di ogni teorizzazione psicopatologica generale, ed approfondì i temi del sogno e del simbolismo alchemico.
Rilevante inoltre anche per l'importanza e la diffusione di questa corrente di pensiero contemporanea è il medico pediatra berlinese Ernst Bernhard (1896-1965) collaboratore di Jung ma emigrato in seguito in Italia e pertanto considerato il padre della psicoanalisi di orientamento junghiano nel nostro Paese, che diversamente da altri discepoli di Jung sottolineò con particolare enfasi, anche nel suo insegnamento ai suoi nuovi allievi psicoanalisti italiani, il concetto junghiano di individuazione e come lo psicoanalista in quanto psicoterapeuta deve sempre essere un alleato costante ed intransigente delle istanze individuative del paziente anteponendole sempre a quelle della coscienza collettiva.
Questo insegnamento fu fatto proprio dai più eminenti psicoanalisti italiani di orientamento junghiano come Mario Trevi e Aldo Carotenuto che andando oltre le polemiche interne alle varie scuole di psicoanalisi parlò di "psicoanalisi unificata". Su questa stessa linea si è mossa un'altra allieva di Ernst Bernhard, Silvia Montefoschi che fin dai primi anni sessanta lavorò in concreto a questa unificazione teorica dei tre indirizzi fondamentali della psicologia del profondo, freudiana, junghiana e adleriana, in una prospettiva coerente al metodo di pensiero dialettico che gli è sempre stato proprio.
Del resto lo stesso Jung, diversamente da quanto poi è stato veicolato dalla vulgata del suo pensiero sempre incline alle facili contrapposizioni polemiche, non ha mai negato la veridicità sia del principio di eros freudiano sia del principio della volontà di potenza adleriano ma soleva dire piuttosto che erano veri entrambi e tuttavia ciò che egli sottolineava con il suo proprio principio individuativo era che cosa sia eros che la volontà di potenza erano divenuti nella storia psicologica evolutiva del singolo individuo e del collettivo.

## La prima "Storia della psicoanalisi"
Risoltasi la "questione Jung" Freud fa il punto sul movimento da lui creato con un saggio che rappresenta la prima storia della psicoanalisi scritta dal fondatore del movimento stesso: "Per la storia del movimento psicoanalitico" del 1914. In esso tra l'altro si riconosce ai due filosofi Nietzsche e Schopenhauer che sia pure per altre vie - la psicoanalisi, così ritiene Freud, ha proceduto empiricamente attenendosi al metodo scientifico - sono stati comunque con le loro intuizioni filosofiche anticipatori della psicoanalisi.

## La psicoanalisi esistenziale
Il maggior rappresentante della psicoanalisi esistenziale è Ludwig Binswanger (1881-1966).
Psichiatra svizzero, costituiva assieme a Jung, a Karl Abraham ed al primario Eugen Bleuler il referente di Freud al Burghölzli, il prestigioso istituto psichiatrico di Zurigo. Benché a differenza di Jung rimase sempre in contatto con Freud e fu ricambiato della sua amicizia sino alla morte dello stesso, i suoi referenti si situano nella filosofia fenomenologica e esistenzialista: Edmund Husserl, Martin Heidegger, Karl Jaspers, Eugène Minkowski e nel pensiero di Martin Buber.
Benché la psicoanalisi esistenziale si inscriva più propriamente nella storia della psichiatria che nella storia della psicoanalisi propriamente detta, essa tuttavia ha esercitato un profondo influsso sulla psicoanalisi, con la quale condivide la critica della psichiatria classica nella direzione di un approccio più comprensivo, e quindi più intersoggettivo alla sofferenza psichica.
Lo stesso filosofo esistenzialista Jean-Paul Sartre, già con "L'Essere e il Nulla" del 1943, contribuì ad articolare questo approccio psicoanalitico alternativo a quello freudiano e a quello junghiano (che non solo condivide con Freud il concetto di "inconscio" ma lo amplifica in quello di "inconscio collettivo"). È invece nota la critica di Sartre proprio al concetto centrale in psicoanalisi di "inconscio", nel capitolo dello stesso lavoro dal titolo "Per una psicoanalisi esistenziale".
Alle riflessioni di Sartre e di altri autori della psicoanalisi esistenziale si rifanno i più importanti esponenti di quelli che, a partire dagli anni sessanta, sono stati chiamati da un lato il movimento della psicologia esistenziale (vicina alla psicologia umanistica), quali Rollo May e Medard Boss, e dall'altro lato il movimento dell'antipsichiatria, con esponenti quali in Inghilterra Ronald David Laing e David Cooper e negli Stati Uniti Thomas Szasz e Morton Schatzman. A quest'ultimo movimento, caratterizzato dalla critica delle istituzioni psichiatriche e delle metodiche di cura autoritaria della sofferenza psichica, alcuni aggiungono i due antipsicoanalisti Gilles Deleuze e Félix Guattari, che, pur mostrandosi critici non solo verso la psichiatria ma anche e soprattutto verso la nuova psicoanalisi, sono molto più vicini per formazione al linguaggio e all'approccio strutturalista e lacaniano.

## La società psicoanalitica tedesca
La figura più rilevante dell'associazione psicoanalitica tedesca è Karl Abraham, che ne è stato il fondatore nel 1910. Divenuto medico lavorò nell'istituto psichiatrico di Zurigo, il famoso Burghölzli, dove lavorano anche Carl Jung e Eugen Bleuler. In questa maniera anche lui viene a conoscere l'approccio psicoanalitico alle malattie mentali. Sua è la fondazione del Policlinico Psicoanalitico di Berlino del 1920, distrutto completamente a seguito del trionfo del nazismo in Germania.
Oltre alla più nota Melanie Klein, altri valenti psicoanalisti furono suoi allievi: Karen Horney e Sándor Radó, che sarebbero emigrati in America ricostituendo nuovi centri di diffusione della psicoanalisi, e Helene Deutsch e Theodor Reik.

## Georg Groddeck lo "psicoanalista selvaggio"
Con il termine di "psicoanalista selvaggio" Freud ed altri si riferivano a Georg Groddeck (1866 - 1934). Freud non amava per niente gli "psicoanalisti selvaggi", soprattutto dopo le varie scissioni e polemiche interne al movimento psicoanalitico, ma per Georg Groddeck ebbe un'amicizia che, nata nel 1917 quando si conobbero, sarebbe durata fino alla morte.
Dopo essere entrato nella Società di Psicoanalisi di Berlino nel 1920, nel 1921 Groddeck pubblicò "Il Libro dell'Es" e "Il Linguaggio dell'Es" nel 1923. Suo è anche un romanzo del 1921, dal titolo "Lo Scrutatore d'Anime".
Groddeck, a differenza di altri psicoanalisti, non arrivò alla nuova scienza dell'inconscio occupandosi di disturbi della psiche, bensì occupandosi dei disturbi somatici. Per essere stato il primo medico ad utilizzare le conoscenze psicoanalitiche nella terapia delle normali malattie organiche viene considerato il padre della moderna medicina psicosomatica. Nella sua clinica di Baden Baden, in Germania, da lui fondata nel 1897, cercava di curare il cancro, la tubercolosi e altre malattie, rifiutando una netta distinzione tra psiche e soma, e mettendosi in ascolto del linguaggio della malattia come se questa fosse un'espressione del linguaggio dell'Es, ovvero dei simboli dell'inconscio; inconscio che così "prendeva parola", in maniera anche drammatica, tramite la mediazione dei disturbi somatici.
Groddeck aveva un modo di fare da saggio estremamente eccentrico e, proprio per il suo considerarsi un medico "più mago che medico", usava chiamare il suo sanatorio "Satanarium". Per questo suo sottolineare la forza enorme dell'inconscio scoperta dalla psicoanalisi, e per il suo "panpsichismo" e "monismo" antipositivista e antiscientista, lo scienziato Freud si era messo un po' in allarme, intravedendo nella visione del medico-mago un sorta di nuovo misticismo dell'inconscio: per Groddeck infatti in ultima analisi l'uomo è vissuto dall'inconscio.
Tuttavia proprio Freud, che non condivideva per niente l'estremismo del concetto di inconscio adottato dallo psicoanalista selvaggio, prese proprio da Groddeck il termine di "Es", che Groddeck a sua volta deve al filosofo tedesco Friedrich Nietzsche.
Oskar Pfister e altri psicoanalisti consigliarono Freud di mantenere le distanze, per una maggior rispettabilità scientifica del movimento, da questa sorta di psicoanalista che, per certi versi, assomigliava ad uno stregone. Freud non diede ascolto ai consigli. Sándor Ferenczi, considerato uno degli psicoanalisti più autorevoli del movimento, condivise l'atteggiamento di amicizia tra Freud e Groddeck.
Alcuni hanno voluto vedere nella concezione della psicoanalisi, tipica di Groddeck, un punto di vicinanza con Otto Rank e al suo "Il trauma della nascita e il suo significato psicoanalitico", pubblicato proprio in quegli anni, che tante discussioni e polemiche aveva suscitato all'interno dell'associazione di psicoanalisi.

## Altri dissidenti
Dei primi dissidenti che hanno dovuto reggere lo scontro con il "padre" fondamentalmente buono Freud, quello che sembra ne sia venuto fuori bene, alquanto ringiovanito con il tempo, pare sia stato il solo Jung. Comunque, anche per lui, non fu cosa facile, perché l'affetto, la stima e l'amicizia per Freud era veramente tanta e forte. Freud meritava questi sentimenti con tutto il lavoro scientifico, che isolato e tenuto lontano dagli ambienti accademici come fosse un appestato, aveva saputo portare avanti praticamente da solo per lunghi anni.
Tra i ribelli o dissidenti, forse anche meno fortunati, vanno annoverati Wilhelm Stekel (1868-1942) e Viktor Tausk. Quest'ultimo, al momento in cui Freud spinse la sua analista Helene Deutsch a interrompere l'analisi e ad abbandonarlo, morì suicida.
Parzialmente, va annoverato fra i dissidenti uno dei "figli" prediletti di Freud, vale a dire Sándor Ferenczi, il quale non solo sviluppò intuizioni fondamentali sulla "persecuzione degli adulti sui bambini", riprese poi da Alice Miller, ma anche una tecnica di transfert caldo ed empatico, ripreso dall'allievo Michael Balint, che Freud condannò. All'apice della crisi col maestro, Ferenczi morì di leucemia a soli 59 anni.

### La causa psicoanalitica e i suoi "caduti"
Viktor Tausk (1879-1919) fu designato dal destino ad essere la prima "vittima" della causa psicoanalitica, secondo la ricostruzione storica proposta da Paul Roazen nel volume Fratello Animale (1974).
Negli ultimi tempi Freud aveva interrotto di autorità la psicoanalisi didattica con Tausk, che era di parere opposto, e l'aveva affidato alla sua allieva Helene Deutsch, che a sua volta era in analisi didattica con Freud. Ad un certo punto, secondo le fonti citate da Roazen, Freud ordinò alla Deutsch di interrompere improvvisamente il trattamento analitico di Tausk, nonostante le sue gravi condizioni. Alcuni ritengono che questa scelta non fu delle più felici, compromettendo ulteriormente le condizioni psichiche dello psicoanalista, già in una profonda crisi emotiva ed esistenziale.
La nota amica del filosofo tedesco Friedrich Nietzsche, la psicoanalista Lou Von Salomé, considerava Tausk tra i migliori di quelli più vicini al maestro viennese. Egli, dopo essersi occupato del fenomeno del sogno, di psichiatria militare (fu psichiatra militare durante la prima guerra mondiale), di sessualità infantile e di problematiche connesse al narcisismo, infine passò a occuparsi delle psicosi.
Suo è il celebre scritto Sulla genesi della "macchina influenzante" nella schizofrenia (1919), che introduceva la prima interpretazione teorica psicoanalitica di un importantissimo aspetto dei deliri di influenzamento.
Di lì a poco lo psicoanalista, molto provato, improvvisamente decise di porre fine alle sue sofferenze. Dalla pubblicazione postuma delle lettere di Freud emersero sue affermazioni che hanno suscitato polemiche e ulteriori commenti sulla vera personalità del maestro viennese, in quanto vi si legge una sua opinione alquanto cinica sulla scomparsa del giovane analista, come "di un bene per sé e per il movimento psicoanalitico".

## La prima cattedra universitaria di psicoanalisi
Reich non è il solo degli psicoanalisti a nutrire speranze in un trionfo del socialismo. Tra gli assertori di questi ideali vi era anche lo psicoanalista ungherese Sándor Ferenczi.
Prima del finire della prima guerra mondiale, nella quale anche Freud subì un grave lutto con la perdita di un figlio al fronte, Lenin prese il potere in Russia, innescando altri tentativi d'insurrezione simili in altre nazioni europee tra cui l'Ungheria, dove si insediò nel 1918 la Repubblica Ungherese Socialista di Béla Kun. Fu proprio il simpatizzante socialista Ferenczi a ricoprire la prima cattedra universitaria di Psicoanalisi, anche se per breve tempo, nella neonata Repubblica. Nel 1920 il nuovo governo controrivoluzionario e di estrema destra dell'Ammiraglio Horthy lo esonerò dall'incarico universitario.
Ferenczi era uno psicoanalista che aveva suscitato scalpore per il suo modo di condurre tecnicamente la psicoanalisi. Lo stesso Freud fu costretto a redarguirlo perché gli era giunta notizia che, spingendosi oltre la parola quale mezzo elettivo per condurre un'analisi, Ferenczi giungeva ad accarezzare e baciare i suoi pazienti (in realtà, aveva sviluppato una serie di "tecniche analitiche attive", aveva sperimentato l'idea di "analisi reciproca" tra analista e paziente ecc.)
In seguito, pur se molto diversamente da Reich, le elaborazioni teoriche e le considerazioni cliniche di questo psicoanalista divergeranno sempre più dal resto del movimento psicoanalitico, in particolare con la pubblicazione nel 1924 di un saggio dal titolo Thalassa, che Freud definì "la più ardita applicazione della psicoanalisi che sia mai stata fatta". Il testo, che si pone tra la metapsicologia psicoanalitica e la filosofia della biologia, era stato elaborato da Ferenczi a partire dagli anni della prima guerra mondiale (in cui aveva servito come ufficiale medico in una città di guarnigione). In esso si fa sentire anche l'influsso de Il trauma della nascita, opera di un altro psicoanalista, Otto Rank, pubblicata nel 1924.
I suoi allievi più rilevanti sono da considerarsi: Melanie Klein, che con lui aveva iniziato l'analisi didattica prima di proseguirla con Karl Abraham, Franz Alexander, Sándor Radó, Alice e Michael Balint.

## La psicoanalisi arriva in Italia
La prospettiva psicoanalitica in Italia fu portata da due psichiatri, Luigi Baroncini del manicomio di Imola, e Gustavo Modena del manicomio di Ancona.
Essi la citarono in due loro saggi scientifici del 1908: rispettivamente, "Il fondamento e il meccanismo della Psicoanalisi" sulla Rivista di Psicologia, e "Psicopatologia ed etiologia dei fenomeni psiconeurotici: contributo alla dottrina di Freud" sulla Rivista sperimentale di Freniatria.

### Trieste capitale italiana della psicoanalisi
Tuttavia fu Trieste la città italiana destinata a restare famosa come la sede dei primi pionieri italiani della psicoanalisi, prima del suo dilagare nel resto della penisola. A Trieste si trovava il primo vero psicoanalista italiano, Edoardo Weiss (1889-1971), che già all'età di 24 anni nel 1913 (si laureò in medicina a Vienna nel 1914) apparteneva all'Associazione psicoanalitica internazionale (International Psychoanalytical Association, fondata da Freud). Non fu lui però il fondatore della Società psicoanalitica italiana, che fu invece creata presso l'ospedale psichiatrico di Teramo dal relativo direttore: Marco Levi Bianchini nel 1925.
Weiss viene comunque considerato il padre della psicoanalisi italiana perché furono suoi allievi tre importanti psicoanalisti come Emilio Servadio, Nicola Perrotti e Cesare Musatti, che hanno formato le successive generazioni di psicoanalisti italiani. Cesare Musatti, che inizialmente si avvicinò allo studio della psicoanalisi su ispirazione del suo maestro Vittorio Benussi, scrisse il primo grande Trattato di Psicoanalisi italiano (1949), su cui si sono formate generazioni di psicoanalisti.
Weiss fu inoltre il promotore del rilancio nel 1932 della  Società psicoanalitica italiana (tuttora la principale società psicoanalitica italiana ad indirizzo freudiano) che fu trasferita da Teramo a Roma, e della creazione della "Rivista italiana di psicoanalisi", in una situazione che lo vedeva in aperta contrapposizione all'altro grande pioniere italiano, Marco Levi Bianchini.
La Società psicoanalitica italiana fu ricostituita la terza volta nel 1946, essendo ormai decaduto il regime fascista di Mussolini, dagli allievi di Weiss, Nicola Perrotti ed Emilio Servadio, da Cesare Musatti, allievo di Vittorio Benussi e da Alessandra Tomasi Di Palma.
La psicoanalisi trovò il suo più ampio sviluppo in Italia a partire dagli anni ’60.
In questo periodo, si possono individuare diverse importanti figure di riferimento che contribuiscono ad introdurre e diffondere in Italia la psicoanalisi come metodo di indagine, tecnica psicoterapeutica e riflessione teorica.
Cesare Musatti si fa carico di avviare e coordinare la traduzione delle Opere di Freud. Infatti, in Italia non era ancora stato organizzato un piano editoriale che provvedesse alla traduzione completa del pensiero del fondatore della psicoanalisi: questa lacuna viene colmata grazie alla curatela di Musatti, che nel corso di tutti gli anni ‘60 e ’70 si occuperà della pubblicazione dell’intero corpus freudiano con l’editore Boringhieri.
A questo progetto editoriale, si affianca l’imponente iniziativa culturale promossa da Pier Francesco Galli e Gaetano Benedetti col Gruppo di Psicoterapia e Scienze Umane. Questa iniziativa si poneva come aggiornamento culturale e prevedeva la diffusione di importanti opere psicoanalitiche successive a Freud attraverso le collane “Biblioteca di Psichiatria e di Psicologia Clinica” (edita da Feltrinelli) e “Programma di Psicologia Psichiatria Psicoterapia” (edita da Bollati Boringhieri).
La psicoanalisi italiana andava quindi sviluppandosi attorno a diversi centri di formazione professionale e culturale. Da una parte, si assisteva alla progressiva organizzazione della Società Psicoanalitica Italiana (SPI) attorno all’eminente personalità di Cesare Musatti e ai suoi diretti allievi, il cui training rispondeva alle richieste dell’International Psychoanalytic Association (IPA). Dall’altra, il Gruppo di Psicoterapia e Scienze Umane si costituiva come ulteriore luogo di formazione senza tuttavia darsi una veste ufficiale in termini di training psicoanalitico, fino a quando alcuni psicoanalisti di fama internazionale come Gaetano Benedetti, Johannes Cremerius e Joseph Sandler gettarono le basi a Milano per la costituzione di un training indipendente, trovando ufficializzazione nella Scuola di Psicoterapia Psicoanalitica (SPP) e nell’Associazione Studi Psicoanalitici (ASP) facenti parte dell’International Federation of Psychoanalytical Societies (IFPS).

### Psicoanalisi e letteratura italiana
La psicoanalisi, le sue tematiche e il suo linguaggio cominciano a colonizzare la letteratura italiana a partire dal 1923, con la pubblicazione del romanzo "La coscienza di Zeno" del romanziere triestino, Italo Svevo. In questo romanzo si racconta di un personaggio che, dedito al vizio del fumo, decide di intraprendere una cura psicoanalitica per guarirne.
Anche nella poesia si fa sentire la ormai ineludibile presenza della psicoanalisi nelle opere poetiche di Umberto Saba, poeta triestino anch'esso. Il poeta tra l'altro era stato lui stesso in cura psicoanalitica proprio da Weiss, poiché soffriva di disturbi depressivi.
Un altro grande del novecento italiano fortemente influenzato dalla psicoanalisi fu senza dubbio Alberto Moravia, la cui cultura giovanile si forma negli anni 1916-25 e la cui presenza letteraria comincia nel 1925 col romanzo Gli indifferenti.
Nel 1964 esce il romanzo di Giuseppe Berto Il male oscuro in cui l'autore racconta il suo percorso dalla malattia alla guarigione, ottenuta con l'assistenza psicoanalica di Nicola Perrotti.

### La psicoanalisi di orientamento junghiano a Roma
L'orientamento freudiano della psicoanalisi arrivò per primo in Italia, ma anni dopo (1936) uno tra i più autevoli esponenti dell'orientamento junghiano si stabilì a Roma. Si trattava di un rifugiato giudeo che giungeva da Berlino, un medico specializzato in pediatria, approdato in seguito alla psicoanalisi. Il suo nome era Ernst Bernhard e aveva compiuto la sua analisi didattica sia con Freud che con Jung.
In verità Jung risultava comunque già conosciuto in Italia sin dal 1903, poiché sulla rivista "Luce e Ombra" di Milano era apparsa una recensione della tesi di laurea di Jung "Psicologia e patologia dei cosiddetti fenomeni occulti", che Jung aveva dato alle stampe appena un anno prima nel 1902. A partire da quella data Jung verrà citato sulle pubblicazioni italiane sempre più spesso, ma Bernhard rappresentava l'arrivo della psicoanalisi in persona nella penisola.
A Roma Bernhard strinse amicizia con il decano dei freudiani italiani, Edoardo Weiss, che dal 1931 si era trasferito da Trieste a Roma. Fu proprio Weiss che lo aiutò a riprendere a esercitare la professione nella sua nuova città inviandogli i primi pazienti.
In Italia la situazione per i giudei divenne problematica con la proclamazione delle leggi razziali che entrarono in vigore nel 1938. In quello stesso anno la Società Psicoanlitica Italiana viene sciolta d'autorità.
Si racconta che le nuove leggi razziali, emanate dal governo fascista in ossequio alla politica di alleanza sempre più stretta con la Germania nazista, sconvolsero Weiss, che chiese consiglio e aiuto a Bernhard. Questi, che tra l'altro praticava l'astrologia, gli fece l'oroscopo, aiutando Weiss a decidere la data della partenza per gli Stati Uniti d'America, dove riuscì a rifugiarsi e a rimanere indenne dalle conseguenze delle leggi razziali.
Per Bernhard, che rimase in Italia, la sorte fu più drammatica per quanto, dati i tempi, comunque fortunata. A guerra già inoltrata fu arrestato e condotto nel campo di internamento di Ferramonti di Tarsia, in Calabria. Alcuni pazienti di Bernhard presto avvisarono un suo amico, Giuseppe Tucci, un orientalista con il quale stava in quel momento collaborando, che non perse tempo per tentare l'impossibile mettendo, in moto ogni amicizia utile allo scopo. Infine Bernhard riuscì a tornare alla sua casa di Via Gregoriana 12 a Roma, anche se fino all'entrata degli americani nella città visse praticamente murato vivo in una stanza.

### Sviluppi della psicoanalisi di orientamento junghiano dopo Bernhard
Ernst Bernhard, pur essendo tedesco va considerato come il padre di tutto il movimento psicoanalitico italiano di orientamento junghiano. È da lui, infatti, che hanno ricevuto la loro formazione i più noti psicoanalisti italiani junghiani come Mario Trevi, Aldo Carotenuto, Silvia Montefoschi.

### L'inconscio universale e l'intersoggettività oltre il tabù dell'incesto
Di questi suoi allievi, Silvia Montefoschi, già impegnata ad una rilettura unitaria e dialettica dei vari orientamenti della psicoanalisi, a partire dal 1977 iniziò una copiosa produzione, tendente ad una rifondazione epistemologica della teoria e della pratica psicoanalitica, nella quale la legge del tabù dell'incesto quale legge universale dell'evoluzione a partire dal Big bang trova un posto centrale. Allo stesso modo il concetto di intersoggettività, quale infrazione di questo tabù, si fa promotore di un'ulteriore evoluzione e che pertanto da essa non viene inteso come in altri ambiti del pensiero psicoanalitico, che fanno uso di questo concetto d'intersoggettività per riferirsi soltanto ad una tecnica psicoterapeutica.
Nella prospettiva di una psicoanalisi fondata sul tabù dell'incesto quale legge universale del processo evolutivo, l'intersoggettività quale infrazione di questo tabù acquista il senso radicale di un "normale" modus vivendi dell'uomo e della donna di conoscenza impegnati nella "rivoluzione radicale del reale", o processo di individuazione universale.
Nel quadro di questa impostazione teorica affiancò ai concetti di inconscio personale freudiano e di inconscio collettivo junghiano il suo inconscio universale e rilesse l'intera storia della psicoanalisi e delle sue varie scuole, correnti e orientamenti, apparentemente nello stile dialettico di Hegel, come un tutto unitario. Secondo la Montefoschi la psicoanalisi coincide con la storia della psicoanalisi e, a sua volta, la psicoanalisi quale ultima filosofia o "ultimo pensarsi del pensiero alle soglie dell'infinito" costituisce l'ultimo brano della storia universale per cui con la stessa "morte della psicoanalisi", allorché avrà esaurito la sua funzione evolutiva storico-sociale, si conclude la preistoria dell'essere e l'essere quale soggetto pensante duale potrà continuare ad esserci, ma senza più bisogno per esserci di declinarsi necessariamente nell'oggetto. Così che l'uni-verso nel portare a compimento quel processo d'individuazione, che è appunto la storia dell'uni-verso, troverà infine la sua vera identità, alla cui ricerca è sempre stato mosso, nell'uno vero finale.

## Il movimento psicoanalitico francese
Gli antefatti della fondazione della "Società francese di psicoanalisi" del 1926 sono da ritrovarsi in un convegno svoltosi poco prima a Ginevra di un gruppo di psicoanalisti francesi. Tra i fondatori, oltre a Marie Bonaparte, vi sono i medici Angelo Hesnard, René Allendy e René Laforgue.
Lo sviluppo del movimento psicoanalitico francese si intreccia subito, negli anni venti, con figure di artisti come André Breton, Salvador Dalí e l'avanguardia artistica storica surrealista. Resta il fatto che il maggior merito dell'introduzione e sviluppo della psicoanalisi in Francia va imputato all'amica e protettrice di Freud, Marie Bonaparte (1882-1962). Aristocratica, moglie di Giorgio di Grecia e discendente di Napoleone, è nota in particolare per le applicazioni del metodo di interpretazione psicoanalitico alla critica letteraria.
Nella persona di Marie Bonaparte, primo presidente della "Società Francese di Psicoanalisi", si riconosceva la corrente più ortodossa della psicoanalisi francese, non quella da cui emerse anni dopo il più famoso degli psicoanalisti francesi, Jacques Lacan.

## Gli inizi dell'intrecciarsi di psicoanalisi e politica

### Wilhelm Reich
Wilhelm Reich, giovane medico della cerchia degli allievi di Freud a Vienna, che già a ventisette anni dirigeva il seminario di tecnica psicoanalitica dove si svolgeva la formazione dei nuovi analisti, è noto ai più per il detto che gli era tipico: "L'amore, il lavoro e la conoscenza sono le sorgenti della nostra vita: devono anche governarla".
Reich fu colui che tentò un'analisi con gli strumenti che gli erano propri del fenomeno nazi-fascista, che in quegli anni andava sempre più dilagando in Europa. Pubblicò tale studio con il titolo "Psicologia di massa del fascismo" nello stesso anno della salita al potere di Hitler in Germania, il 1933.
Nei primi anni trenta, inizia ad allontanarsi dall'ortodossia psicoanalitica, assumendo posizioni via via sempre più singolari. Nel 1931 fonda a Berlino SexPol, "associazione per una politica sessuale proletaria", in cui mescola istanze di liberazione "sessuale" e "politica".
Nel 1934, Reich venne espulso dalla Società Psicoanalitica Internazionale, e viene progressivamente marginalizzato dal movimento psicoanalitico, a causa delle sue posizioni sempre più "estreme".
Fuggito in America, muore nel 1957 in carcere, dopo aver manifestato spunti di delirio.
Alle tesi sostenute da questo psicoanalista si appoggeranno in gran parte le posizioni di aspra critica alla psicoanalisi dei due antipsicoanalisti francesi Gilles Deleuze e Félix Guattari, il primo filosofo, il secondo psichiatra e psicoanalista, autori di "L'Anti-Edipo" (1971), testo che fece fortuna negli anni susseguenti alle rivolte studentesche del maggio del 1968.
Il freudo-marxismo di Reich, insieme a quello di Herbert Marcuse, è l'unico pensiero psicoanalitico che riuscì a far breccia e ad essere ben accolto in quegli ambienti studenteschi degli anni che videro nascere le proteste o "contestazioni".

### Le conseguenze dell'avvento di Hitler al potere
A sei anni dal finire dell'intrecciarsi della storia personale del giudeo Freud con quella del movimento psicoanalitico, nel 1933 il partito nazionalsocialista giunge a conquistare il potere in Germania. In quello stesso anno venne distrutto l'Istituto di ricerca sessuale, che aveva come suo fondatore Magnus Hirschfeld e che vedeva Freud come collaboratore. Parimenti il nuovo governo riunificava sotto l'unica denominazione di "psicoterapia tedesca" le propaggini del movimento psicoanalitico che facevano riferimento a Freud, Adler e Jung.

## Londra nuova capitale della psicoanalisi
Sotto l'incessante minaccia del regime antisemita Freud fu costretto dai suoi più stretti collaboratori ad emigrare a Londra, che così divenne nel 1938 il nuovo centro di irradiazione, non tanto di una nuova branca medica o psicoterapica, ma di un nuovo approccio scientifico alla realtà psichica che avrebbe preso via via sempre più corpo. Ciò malgrado Freud si considerasse uno scienziato ortodosso in linea con il metodo sperimentale.
A Londra l'associazione psicoanalitica britannica era stata sciolta nel 1913 e le cause di questo vanno ricercate proprio nell'abbandono del movimento da parte di Carl Gustav Jung. Lo psiconalista inglese Ernest Jones (1879-1958), che ne era stato il principale fondatore, era riuscito a ricostituirla solo nel 1919 e ne resse la presidenza sino al 1944.
Jones conobbe Freud nel 1908. Uno dei fedelissimi di Freud, di cui curerà in seguito un'ampia biografia dai toni vagamente "agiografici", era stato anche tra i fondatori nel 1911 dell'Associazione Americana di Psicoanalisi. Volendo essere rappresentante della più pura ortodossia freudiana, combatté all'esterno ogni pur minima contaminazione junghiana, ed all'interno per ricomporre la divisione nel movimento, che vedeva contrapposti i due punti di vista espressi dalle due principali esponenti della psicoanalisi del Regno Unito: Anna Freud (1895- Londra 1982), che era la minore dei figli di Sigmund Freud, trasferitasi assieme a lui a Londra, e la psicoanalista Melanie Klein, anch'essa di origine viennese.
Jones, nel suo zelo, divenne il più rigido esponente del "Comitato per la difesa della psicoanalisi", voluto segretamente da Freud nel 1912 per vigilare sull'ortodossia nel crescente movimento psicoanalitico, e composto da sette psicoanalisti selezionati personalmente dal padre della psicoanalisi (ogni membro ricevette da Freud un anello uguale, a simboleggiare l'appartenenza al Comitato).

### Anna Freud e la psicologia dell'Io
Con il termine di "psicologia dell'Io" ci si riferisce ad una vera e propria scuola di psicoanalisi, che ebbe in Anna Freud la sua iniziatrice, in particolare con la pubblicazione nel 1936 de "L'Io e i meccanismi di difesa".
Con tale approccio, destinato ad avere molto successo tra gli anni cinquanta e gli anni settanta in particolare negli Stati Uniti, la focalizzazione teorica principale si sposta sull'Io, con i suoi processi difensivi e di adattamento rispetto alla realtà interna ed esterna.

### Melanie Klein e la psicoanalisi delle relazioni oggettuali
La Klein venne a conoscenza dei lavori di Freud allorché si trasferì a Budapest nel 1910, dove ebbe la sua prima formazione psicoanalitica sotto la guida di Ferenczi. Nel 1922 era a Berlino dove proseguì la sua formazione con Karl Abraham (1877-1925), di cui si considerò sempre discepola e continuatrice. Fu a Berlino che ella vide iniziarsi quel dibattito sulla psicoanalisi dell'età evolutiva che vide l'associazione berlinese di psicoanalisi propendere per le tesi di Anna Freud.
Ernest Jones, noto paladino dell'ortodossia freudiana, sorprendentemente espresse sull'argomento una posizione più cauta, ritenendo che le tesi Kleiniane avessero comunque i requisiti per una cittadinanza legittima all'interno dello sviluppo del pensiero freudiano, e la invitò a Londra, dove rimase dal 1925 sino al 1960, anno della morte.
Per quanto riguarda il contributo teorico alla psicoanalisi di Melanie Klein, questa, da allieva di Karl Abraham, pur non abbandonandone l'impianto teorico di base, che poneva l'accento sul primato della pulsione, introduceva alcuni concetti che si distanziavano dalle teorizzazioni freudiane in materia di sviluppo psichico, forte anche della propria esperienza diretta con i bambini.
Innanzitutto le teorie sulla formazione dell'Io: per la Klein questa istanza esiste già dalla nascita, e gestisce i meccanismi fondamentali di introiezione e scissione, vale a dire le due principali modalità di acquisizione e discriminazione delle qualità dell'oggetto (mentre per Freud l'Io si "forma", non preesiste alla coscienza).
Anche il complesso di Edipo, e la conseguente formazione e affermazione del Super-io, istanza morale e giudicante, sono anticipati rispetto a Freud (che colloca l'Edipo intorno ai quattro-cinque anni del bambino, mentre la Klein lo "anticipa" al primo anno di vita).
Edward Glover (1888-1972), altro allievo di Abraham, considerava le tesi della Klein, peraltro a suo parere indimostrabili, alquanto pericolose per lo sviluppo della psicoanalisi; pertanto, sdegnato, nel 1944 diede le dimissioni dalla Società di Psicoanalisi Britannica (pur rimanendo membro dell'Associazione Internazionale).
Il dissidio non era solo teorico, ma verteva anche sulle implicazioni pratiche a cui tale elaborazioni potevano condurre. Per esempio, la Klein fin dal 1925 si era espressa come favorevole, ed anzi auspicava anche a titolo preventivo, il trattamento di tipo psicoanalitico rivolto ai bambini, cosa che vide sempre in opposizione Anna Freud, che vedeva in un'analisi precoce anche degli svantaggi.

### Anna Freud, Melanie Klein e gli Indipendenti: un confronto interno alla psicoanalisi freudiana
Il dissidio, o piuttosto il dibattito, che ebbe luogo all'interno della psicoanalisi freudiana inglese a partire dalla seconda metà degli anni venti, ma che ebbe ripercussioni rilevanti nel dibattito susseguente a livello internazionale, verteva sulla psicoanalisi infantile a cui erano specificamente interessate le psicoanaliste Anna Freud e Melanie Klein.
A queste due fazioni della psicoanalisi faceva da contraltare un terzo gruppo di psicoanalisti, detto degli Indipendenti, che comprendeva Ernest Jones stesso, i quali non intendevano schierarsi né con l'una né con l'altra delle fazioni in lotta. Nello stesso tempo questo gruppo non volle creare una vera e propria scuola. Degli Indipendenti oltre a Jones facevano parte Donald Winnicott, William Ronald Fairbairn, Ignacio Matte Blanco ed Edward Glover.
Tale controversia si incrementò nel tempo, e la passione teorica per la psicoanalisi era talmente alta che, in piena seconda guerra mondiale, sotto i bombardamenti tedeschi di Londra, all'interno del movimento psicoanalitico inglese gli animi erano surriscaldati come mai prima.
In un clima da resa dei conti, Melanie Klein, Anna Freud e le loro fazioni si facevano una guerra spietata; tanto che perfino la figlia di Melanie Klein, Melitta Schmideberg, giovane promettente psicoanalista, cedeva alle invettive contro la madre.

## Wilfred Bion: dalla psicoanalisi kleiniana alla psicoanalisi di gruppo
Wilfred Bion (1897-1979) fu uno psicoanalista della Società psicoanalitica britannica che faceva parte del gruppo kleiniano; con la Klein aveva inoltre svolto la sua analisi didattica.
Prendendo le mosse dall'impostazione della maestra, che spingeva la teoria psicoanalitica da una psicoanalisi pulsionale di origine freudiana verso una più marcata psicoanalisi sempre più relazionale, Bion elaborò teorizzazioni di psicoanalisi di gruppo e costituì nuovi gruppi di psicoterapia di tipo psicoanalitico. Le prime riflessioni sull'utilità ed importanza dei processi psicologici di gruppo in ambito clinico le maturò nel corso della sua esperienza durante la seconda guerra mondiale, quando operò a supporto di gruppi di reduci traumatizzati dagli eventi bellici, presso il piccolo ospedale di Northfield (UK).
Alla morte di Ernest Jones resse la presidenza della Società Psicoanalitica Britannica.

## La condanna della psicoanalisi da parte del Vaticano
È del 1961 la condanna chiara e ferma da parte del Santo Uffizio della possibilità di praticare la professione di psicoanalista da chiunque faccia parte del clero o comunque degli ordini religiosi.
Ma il Vaticano già prima del 1961 aveva fatto sentire la sua voce di condanna della psicoanalisi in un messaggio del Papa, datato 13 settembre 1952, e ancora dopo in un altro messaggio del 15 aprile 1953. Qualcuno, più possibilista, ha voluto leggere tali messaggi più come condanna della teoria psicoanalitica che della pratica clinica di indirizzo psicoanalitico.
In quegli anni il più noto psicoanalista cattolico eran Leonardo Ancona, direttore dell'"Istituto di Psicologia" dell'Università Cattolica del Sacro Cuore di Milano nel 1963, che avrebbe pubblicato "Psicoanalisi", un testo nel quale il pensiero cattolico e il pensiero psicoanalitico non evidenziano quell'antiteticità che aveva mosso gli ambienti della gerarchia del clero ad opporvisi prima che potesse sedurre i legittimi pastori delle anime.
Sempre a Milano, nel 1960, si era costituito un gruppo di psicoanalisti di vario orientamento, che aveva come denominazione "Centro Studi di Psicoterapia Clinica", i quali svolgevano anche un'attività di collaborazione con l'Istituto di psicologia dell'università. Di questo centro facevano parte: Silvano Arieti, Gaetano Benedetti, Berta Neumann, Franco Fornari, Mara Selvini Palazzoli, Silvia Montefoschi, Fabrizio Napolitani ed Enzo Spaltro, oltre allo stesso Ancona ed a Pier Francesco Galli, che oltre ad esserne il direttore lavorava con le case editrici Boringhieri e Feltrinelli per l'edizione dei classici stranieri della psicoanalisi in italiano.
È da questo circolo di psicoanalisti che nel 1967 nacque la rivista trimestrale "Psicoterapia e Scienze Umane", che diede ulteriore impulso alla psicoanalisi italiana.

## Diffusione della psicoanalisi in America
La psicoanalisi che cominciava, non senza difficoltà e opposizioni, a muovere i primi passi in Europa, ebbe modo per la seconda volta, dopo il viaggio dello stesso Freud e Jung in America del 1909, di farsi conoscere come nuova scienza umana di cui si prevedeva un grande avvenire. Con il clima politico e sociale che negli anni trenta imperversava in Europa e che non faceva prevedere nulla di buono, vi furono molti psicoanalisti che decisero di trasferirsi negli Stati Uniti, in parallelo al trasferimento a Londra dello stesso Freud.
Tra la seconda metà degli anni trenta e l'inizio degli anni quaranta, quindi, i centri principali di sviluppo della psicoanalisi mondiale passarono dalle "originarie" Berlino e Vienna alle "nuove" Londra e New York, dove si svilupparono principalmente gli approcci delle "relazioni oggettuali" (Londra) e della Psicologia dell'Io (New York e Stati Uniti)
Le principali città americane che videro nascere i primi nuclei di nuovi centri psicoanalitici attorno a queste figure di transfughi furono: New York, in cui si stabilirono Sándor Rado, Heinz Hartmann, Ernst Kris, Hermann Nunberg, Rudolf Loewenstein (e che divenne in breve tempo la città americana col maggior numero di psicoanalisti ed istituti di psicoanalisi); Los Angeles con Ernst Kris e Otto Fenichel; Chicago con Franz Alexander e Karen Horney; Boston con Hanns Sachs.

## La fortuna della psicoanalisi dell'Io in America
La Psicologia dell'Io, che ebbe nell'ultimo Freud e soprattutto in sua figlia Anna Freud i suoi iniziatori, trovò terreno fertile per svilupparsi negli anni quaranta e cinquanta soprattutto in America, dove Heinz Hartmann e David Rapaport furono i due più importanti esponenti di questa scuola.
La Psicologia dell'Io trovò invece in Europa nello psicoanalista francese Jacques Lacan uno tra i suoi più fermi oppositori. Questi, quale "vero erede di Freud" (come si considerava), l'attaccò violentemente a più riprese per quella che a suo parere era la sua tendenza a trasformare la psicoanalisi in uno "strumento di adattamento", tradendo così il vero senso del discorso "sovversivo" freudiano.

## Lacan e il trionfo della psicoanalisi in Francia
La Francia, tra quei paesi che hanno avuto molto presto la possibilità di conoscere la nuova scienza psicoanalitica, è stata la nazione che più ne ha ritardato la sua diffusione e il suo emergere come disciplina di grande rilevanza culturale.
Indipendentemente dal giudizio che si può dare dell'opera di Jacques Lacan (1901-1981), resta da prendere atto che le cose non stanno più così con l'arrivo di Lacan nella storia della psicoanalisi in Francia.
Grande oppositore, per un "ritorno a Freud", della psicoanalisi dell'Io e dell'Associazione Internazionale di Psicoanalisi, Lacan era uno psichiatra del manicomio Saint-Anne di Parigi.
Legato agli ambienti letterari del surrealismo, alle cui pubblicazioni collaborò, nel 1932 si laureò con una tesi sulla psicosi paranoica.
Dopo aver fatto un'analisi didattica con Sacha Nacht, Daniel Lagache e infine Rudolf M. Loewenstein, divenne membro della Società Psicoanalitica di Parigi. Di questi suoi tre analisti didatti solo Daniel Lagache lo avrebbe seguito in parte nelle sue scorribande nei territori della psicoanalisi, mentre tra Lacan e il suo ultimo analista didatta sarebbe nato un conflitto con l'opporsi alla sua ammissione come membro effettivo dell'associazione psicoanalitica francese. Inoltre il dottor Rudolf M.Loewenstein in seguito emigrò negli Stati Uniti, dove si avvicinò sempre più alle posizioni della psicoanalisi dell'Io, che nutriva un sempre più forte successo in quel periodo in America, e che sarebbe diventata una vera "bestia nera" per Lacan. Sempre in quegli anni la sua formazione sarebbe stata influenzata decisamente anche dai corsi che teneva Alexandre Kojève.
Lacan riconobbe ufficialmente come suoi maestri i soli Clerambault e Freud, che lo avevano iniziato rispettivamente alla psichiatria e alla psicoanalisi, e Kojeve che, con i suoi corsi sulla "Fenomenologia dello spirito", lo aveva iniziato al pensiero di Hegel.
Dopo aver prodotto nel 1936 il suo primo apporto creativo alla teoria psicoanalitica con una comunicazione scientifica sullo "Stadio dello specchio", nel 1953 Lacan si fece fautore di una scissione all'interno della società di psicoanalisi, accusata, dal punto di vista teorico, di avere una visione eccessivamente medica della psicoanalisi e, organizzativamente, di gerarchia e burocrazia eccessiva.
Nacque così la Société Francaise de Psychanalyse, che, oltre al fondatore, comprendeva prestigiosi psicoanalisti come Daniel Lagache, Françoise Dolto, Didier Anzieu, Serge Leclaire, Octave Mannoni. Tuttavia questa associazione non sarebbe stata riconosciuta dalla Società Psicoanalitica Internazionale, causando una nuova scissione, per cui Lacan infine decide di costituire una sua propria scuola: "L'École Freudienne de Paris".
Lacan morì nel 1981, non prima di aver dissolto la sua scuola nel 1980, allorché aveva individuato in essa ostacoli allo sviluppo ulteriore della psicoanalisi. Dopo la sua morte, lo psicoanalista J. A. Miller, curatore delle sue opere, ricostruì parte del movimento che faceva riferimento alla lettura lacaniana del testo freudiano.

### Il programma Lacaniano del "ritorno a Freud"
Jacques Lacan si è sempre proclamato l'unico vero interprete dell'insegnamento di Freud e considerava tutte le altre scuole come deviazioni dall'originario "verbo freudiano", benché egli stesso venga considerato da molti piuttosto un innovatore del pensiero freudiano. In effetti lo slogan-programma lacaniano del "ritorno a Freud" aveva più che altro di mira una psicoanalisi che andava costituendosi sempre più come psicoterapia adattativa e sempre meno come psicoanalisi così come era in origine concepita nello spirito di Freud.
Il programma del "ritorno a Freud" aveva di mira una psicoanalisi che andava sempre più ricentrandosi sull'Io, anziché sull'inconscio. Ritornare a Freud significava ripristinare il senso originario e rivoluzionario della psicoanalisi. L'intenzione di dare la parola all'inconscio non si può negare a Lacan come ad altri psicoanalisti che si sono mossi e si muovono in psicoanalisi con gli stessi intendimenti.

## La "Psicologia del Sé"
Caposcuola della "Psicologia del Sé" è considerato Heinz Kohut (1913-1981), trattato anche nella sezione seguente sugli intersoggettivisti, in quanto tra i principali ispiratori della nuova corrente della "psicoanalisi intersoggettiva". Psicoanalista di Chicago, nato a Vienna, con il dilagare del nazismo in Europa si trasferì negli Stati Uniti.

## La psicoanalisi femminista
Tra le psicoanaliste che più recentemente hanno coniugato la psicoanalisi con un'attiva militanza femminista, a partire dall'esempio di Helene Deutsch, vanno annoverate:
- Jessica Benjamin, nota esponente statunitense della più moderna corrente di psicoanalisi intersoggettiva.
- Luce Irigaray, nata in Belgio nel 1930, di formazione lacaniana e membro attivo dell'"École Freudienne de Paris" avvicinatasi al gruppo "Politica e psicoanalisi" nel 1974 consuma la sua rottura con il "Maestro" pubblicando la sua tesi di dottorato "Speculum. L'altra donna". Le tesi esposte sono la naturale evoluzione di quelle appena timidamente accennate nel 1966 in "Comunicazione linguistica e speculare". Ancora una volta è la concezione dell'evoluzione psicologica dell'individuo dallo stato infantile e la sua entrata nel mondo adulto e sociale, vale a dire la concezione dell'Edipo in Freud e Lacan che viene messa in causa tutt'uno con la funzione simbolica della figura del "padre" ovvero "il terzo" che interponedosi nella relazione duale ma fusionale madre-figlio(a) induce alla relazione mediata e quindi alla creazione del simbolo che apre all'universo specificamente umano del discorso. La pubblicazione di questo scritto contro il parere dello stesso Lacan costituirà motivo per il suo ostracismo e poi l'espulsione dall'associazione psicoanalitica lacaniana. Di lì a poco venne anche esonerata dagli incarichi universitari esercitati fino ad allora. Malgrado ciò, tale testo dedicato ai risvolti psicoanalitici della relazione specifica in quanto tutta femminile madre- figlia, costituirà testo fondatore della "filosofia della differenza", vale a dire di un pensiero che non vorrà essere neutro ma esplicitamente sessuato e che avrà fortuna anche in Italia oltre che in Francia e negli Stati Uniti. Per la Irigaray infatti passare dalla critica alla psicoanalisi alla critica all'intera filosofia fu cosa naturale e la critica principale riguardava per entrambe di essere pensieri falsamente neutri quando invece essa riteneva di averne smascherato il segno tutto maschile di questo pensare.
- Julia Kristeva (1941), anch'essa di formazione lacaniana.

In anni recenti la "psicoanalisi femminista" ha comunque conosciuto una battuta d'arresto, anche per la notevole evoluzione dei modelli teorici sottostanti alla psicoanalisi attuale (si caratterizzava infatti come movimento "tipico" del periodo della contestazione e della rinascita femminista degli anni sessanta e settanta, con istanze anche di tipo latamente "politico").

## La psicoanalisi interpersonale
La Psicoanalisi Interpersonale si rifà al lavoro condotto sin dagli anni trenta dallo psicoanalista americano Harry Stuck Sullivan (1892-1949). Stephen A. Mitchell attualmente ne è considerato il principale esponente, le cui teorie psicoanalitiche da taluni vengono considerate espressione della più recente corrente di "psicoanalisi intersoggettiva".
Per Jacques Lacan, se è grazie alla relazione con l'altro che può darsi e procedere il processo di soggettivazione, e in questo anche Lacan sottolinea la positività insita nell'esistenza dell'altro, la relazione con l'altro costituisce comunque un'alienazione del desiderio propriamente detto. L'identità è solo un'illusione narcisistica, tanto aggrovigliati sono i condizionamenti delle strutture del linguaggio (l'inconscio) sul soggetto. L'immagine lacaniana del soggetto è quello di un sintomo: un sintomo delle strutture del linguaggio (l'inconscio), enormemente condizionanti il soggetto a sua insaputa.
Diversa e critica, rispetto alla visione nostalgica dell'Eden lacaniano, è quella degli esponenti della scuola psicoanalitica interpersonale. Del resto Lacan stesso lascia questa nostalgia dell'Eden ai suoi pazienti psicotici, non ancora iniziati alla dimensione simbolica, e a quei suoi altri pazienti nevrotici ancora nostalgici di una realtà pre-simbolica ormai perduta per sempre con il loro già avvenuto accesso al simbolico.
Rispetto a questo discorso, a cui Lacan dà il suo nome e che comunque alimenta il dibattito psicoanalitico sulla vera natura del soggetto e dell'identità, gli interpersonalisti ribadiscono la loro impostazione psicoanalitica sulla piena positività dell'esistenza dell'altro e della relazione con l'altro, riprendendo il noto motto freudiano "Dove è l'inconscio sarà l'Io" e modificandolo in "Dove è l'Io sarà la relazione".

## La psicoanalisi intersoggettiva
Con "psicoanalisi intersoggettiva" ci si riferisce ad una corrente recente della psicoanalisi americana. Gli psicoanalisti che fanno riferimento a questa visione relazionale della psicoanalisi vengono detti anche "Intersoggettivisti".
La teoria psicoanalitica di cui si fanno assertori si caratterizza per la loro affermazione circa la concezione della mente come relazione. Da qui anche il riferirsi all'insieme dei loro studi e ricerche come "psicoanalisi relazionale". Sviluppatasi soprattutto a partire dagli anni ottanta, ed ancora poco conosciuta tra i non addetti ai lavori, comprende tra i suoi maggiori rappresentanti psicoanalisti come: Heinz Kohut, psicoanalista di Chicago che si può considerare uno degli ispiratori di questa corrente, Robert D.Storolow psicoanalista di Los Angeles, George E.Atwood psicoanalista dell'Istituto di Psicoanalisi Intersoggettiva di New York, B. Brandchaft, J. Fosshage, Donna M.Orange, Arnold Modell, Thomas Ogden, Owen Renik, Harold Searles, Jessica Benjamin, Colwyn Trevarthen, Levenson, Greenberg, Stephen A. Mitchell psicoanalista e docente alla New York University, Ritvo, B. Beebe, Lachmann e Daniel Stern.
Essi, partendo da una critica radicale e conseguente a livello sia teorico che pratico del "mito della mente isolata", mettono l'accento soprattutto ai vissuti relativi al transfert e al controtransfert del paziente e dell'analista, ed all'intersoggettività che emerge e si dispiega in questa relazione duale. In quest'ottica sono parzialmente riformulate alcune delle vecchie preoccupazioni epistemologiche della vecchia psicoanalisi pulsionalista.

## Conclusioni

### La storia della psicoanalisi dal punto di vista della sola teoria

#### Da una psicologia pulsionale ad una psicologia relazionale
La storia della psicoanalisi dal punto di vista delle vicende del movimento complessivo e delle singole diramazioni, nonché delle vicende dei singoli autori, incluse anche le dicerie, i pettegolezzi eccetera, non può non interessare lo storico, i cultori di storia o semplicemente gli appassionati di questa lunga vicenda. Essa ha coinvolto migliaia e migliaia di professionisti della medicina e i loro pazienti. Tuttavia, se volessimo sintetizzare questa storia di vicende e uomini in storia della sola teoria, potremmo, semplificando al massimo, organizzare il materiale come segue:
- La psicoanalisi come psicologia pulsionale (Sigmund Freud e la sua scuola). La teoria delle pulsioni si presenta infatti come la teoria di base della psiconalisi delle origini, sebbene alcuni ravvedano in particolare negli scritti di Freud del 1912 e 1915 "Introduzione al narcisismo" e "Pulsioni e loro destino" un timido tentativo di andare nella direzione di un superamento della teoria delle pulsioni.
- La psicoanalisi come psicologia dell'Io (Anna Freud e la sua scuola).
- La psicoanalisi come psicologia delle relazioni oggettuali (Melanie Klein e la sua scuola).
- La psicoanalisi come psicologia relazionale (psicologia del Sé, psicoanalisi interpersonale e la psicoanalisi intersoggettiva).

### Situazione attuale della psicoanalisi o l'avvenire di una "scienza"

#### Dal contenuto rimosso al soggetto rimovente
Sigmund Freud negli ultimi sviluppi del suo pensiero aveva chiaramente dato indicazioni su come, nei suoi intendimenti, avrebbe dovuto procedere l'ulteriore evoluzione della psicoanalisi. Questa indicazione si può sintetizzare nello spostamento dell'attenzione teorica e clinica della nuova scienza dal rimosso al rimovente.
Questa indicazione viene fatta propria dalla figlia Anna Freud e dalla scuola della psicologia dell'Io, da lei iniziata senza ancora affrancarsi da una psicologia degli istinti.
Con Melanie Klein e la sua scuola, invece, ci si riesce, ponendo le basi per una concezione dell'origine relazionale dell'Io.
Il movimento ulteriore dell'elaborazione psicoanalitica è rimasto saldamente ancorato nei suoi esponenti più creativi e non ripetitivi a quella indicazione di Freud, recuperando sempre di più tuttavia il concetto di relazione, e conseguentemente di soggetto, a discapito della vetusta teoria degli istinti, che risente ancora delle origini della psicoanalisi in un'epoca in cui il positivismo trionfante non aveva ancora conosciuto la sua crisi.

#### Lo stato attuale...
Nel 1925 Freud scrisse con toni profetici, in occasione della morte di Karl Abraham, colonna portante e avanguardia della prima ora del movimento psicoanalitico: "Io me ne andrò presto, ma il lavoro deve essere continuato: in confronto alla sua mole siamo tutti ugualmente piccoli."
Da allora sono stati molti i critici della psicoanalisi e malgrado la psicoanalisi abbia acquisito autorevolezza - anche in ambienti culturali oltre che in quelli dediti alla costruzione del sapere scientifico - negli anni queste critiche hanno continuato a crescere, contestando a volte la scientificità della creatura di Freud. Egli respingeva già allora le critiche rivolte alla psicoanalisi, non tanto sostenendo la conformità della teoria e della prassi psicoanalitiche ai criteri del metodo scientifico, quanto piuttosto sulla base dell'argomento che chi non aveva avuto "esperienza dell'inconscio" attraverso un'analisi non poteva sapere di cosa stesse parlando.
Detto questo, va osservato che tra gli attuali critici della psicoanalisi vi sono anche alcuni ex-psicoanalisti (tra gli estensori - ad esempio - del "Libro nero della psicoanalisi" uscito recentemente in Francia), il che ha contribuito a sollevare ulteriori, vivaci polemiche. La questione delle basi scientifiche della psicoanalisi è, ancor oggi, molto dibattuta.
In ambito storico-psicologico e psichiatrico, la psicoanalisi ha avuto il merito di segnalare la priorità del mondo delle emozioni e dei vissuti affettivi rispetto a quello delle cognizioni, per quanto attiene sia alla formazione dell'identità che della psicopatologia. Anche gli studi di psicologia evoluzionista, neurobiologia ed etologia comparata, attraverso il tramite della neuropsicoanalisi di Solms e di Siegel, delle recenti ricerche sui sistemi neurali mirror e sulla teoria dell'attaccamento di John Bowlby e lo studio sperimentale della relazione primaria (da Renè Spitz fino a Daniel Stern) si stanno in molti punti saldando con gli sviluppi derivativi dei modelli psicodinamici, soprattutto nelle loro forme più aggiornate (Psicoanalisi intersoggettiva): i risultati della ricerca scientifica sia in campo biologico (teoria delle emozioni), sia in campo storico-sociale, si integrano ed arricchiscono reciprocamente con diversi presupposti psicodinamici, fin dalle pionieristiche ricerche di Harlow del 1964.
Per altro verso, la psicoanalisi risulta di stimolo a nuove teorie critiche come il costruttivismo di Zizek e la psicologia struttural-dialettica.
Si assiste quindi da parte del movimento psicoanalitico ad un continuo tentativo di assimilare alle teorizzazioni della psicoanalisi molte e nuove acquisizioni della psicologia, dell'etologia, delle neuroscienze, come anche del costruttivismo e del post-strutturalismo, in un'ottica integrativa che sta portando allo sviluppo di modelli epistemologici integrati (come la neuropsicoanalisi), dal crescente valore euristico.

## Cronologia di eventi della ricerca psicoanalitica
- 1887 - Sigmund Freud entra nella Società medica di Vienna.
- 1895 - Pubblicazione di Studi sull'isteria di Joseph Breuer e Sigmund Freud.
- 1899 - L'interpretazione dei sogni di Sigmund Freud.
- 1902 - Fondazione della "Psychologische Mittwoch Gesellschaft" (Società psicologica del mercoledì)
- 1905 - Tre saggi sulla teoria sessuale di Sigmund Freud, prima strutturazione coerente delle fasi di sviluppo psicosessuale secondo la psicoanalisi classica.
- 1907 - Fondazione dell'associazione psicoanalitca di Zurigo da parte di Carl Gustav Jung.
- 1908 - A Salisburgo si tiene il 1º congresso internazionale di psicoanalisi organizzato da Carl Gustav Jung.
- 1908 - Karl Abraham crea l'associazione psicoanalitica di Berlino.
- 1909 - Avviene il "viaggio" alla Clark University di Freud, Jung e altri, con l'avvio della diffusione dell'interesse per la psicoanalisi negli Stati Uniti.
- 1909 - Nascita a Mosca della rivista "Psychotherapia".
- 1910 - A Norimberga, in occasione del 2º congresso internazionale, si costituisce la Società Internazionale di Psicoanalisi. Jung, su pressione dello stesso Freud, ne viene nominato Presidente.
- 1910 - Alfred Adler: primo dissidente e prima scissione del gruppo originario del movimento psicoanalitico.
- 1911 - Creazione a New York della "Psychoanalytical Society".
- 1911 - 3º congresso internazionale a Weimar.
- 1912 - La libido: simboli e trasformazioni di Carl Gustav Jung; avvio della scissione tra psicoanalisi e psicologia analitica.
- 1913 - Sándor Ferenczi crea la Società psicoanalitica di Budapest.
- 1913 - 4º congresso internazionale a Monaco di Baviera. Jung si dimette.
- 1914 - Sigmund Freud pubblica Per la storia del movimento psicoanalitico.
- 1916 - Pubblicazione del Corso di linguistica generale di Ferdinand de Saussure che, seppure soltanto anni dopo, influenzerà profondamente la riflessione psicoanalitica.
- 1917 - Creazione nei Paesi Bassi del "Nederlandse Vereniging voor Psychoanalyse".
- 1918 - 5º congresso internazionale, presieduto da Karl Abraham.
- 1919 - Fondazione a Londra della "British Psychoanalytical Association" da parte di Ernest Jones.
- 1920 - Apre la prima cattedra universitaria di psicoanalisi a Budapest, affidata a Sándor Ferenczi.
- 1920 - Creazione a Berlino del "Berliner Psychoanalytisches Institut".
- 1920 - 6º congresso internazionale a l'Aia, presieduto da Ernest Jones.
- 1921 - Creazione della Società psicologica di Sofia.
- 1921 - Jacob Levi Moreno inventa lo Psicodramma.
- 1922 - Creazione a Mosca della Società psicoanalitica della Russia.
- 1922 - 7º congresso internazionale a Berlino, presieduto ancora da Ernest Jones.
- 1922 - Fondazione della Società indiana di psicoanalisi a Calcutta.
- 1923 - La psicoanalisi dei bambini di Melanie Klein.
- 1924 - 8º congresso internazionale a Salisburgo, presieduto da Ernest Jones.
- 1925 - 9º congresso internazionale a Bad Homburg vor der Höhe, presieduto da Abraham.
- 1925 - Creazione della Società Psicoanalitica Italiana.
- 1926 - Creazione a Parigi della "Société psychanalytique de Paris".
- 1927 - 10º congreso internazionale a Innsbruck, presieduto da Max Eitingon.
- 1927 - Creazione a São Paulo della "Sociedade Brasileira de Psicanálise".
- 1928 - Creazione a Tokio dell'Istituto psicoanalitico giapponese.
- 1929 - 11º congresso internazionale a Oxford, presieduto da Eitingon.
- 1932 - 12º congresso internazionale a Wiesbaden, ancora presieduto da Eitingon.
- 1932 - Fondazione della "Rivista di Psicoanalisi" di Edoardo Weiss.
- 1933 - Max Eitingon si dimette dall'Istituto psicoanalitico di Berlino e fonda a Gerusalemme una Società psicoanalitica in Palestina.
- 1934 - 13º congresso internazionale a Lucerna, presieduto da Ernest Jones.
- 1936 - 14º congresso internazionale a Marienbad, presieduto ancora da Ernest Jones.
- 1936 - L'Io e i meccanismi di difesa di Anna Freud.
- 1938 - Dissoluzione della Società viennese di psicoanalisi.
- 1938 - 15º congresso nazionale a Parigi, presieduto da Ernest Jones.
- 1938 - Compendio di Psicoanalisi, la sintesi "definitiva" del pensiero di Sigmund Freud.
- 1939 - Muore a Londra Sigmund Freud, il fondatore.
- 1941 - Scissione di Karen Horney dalla Società di New York e sua fondazione della "Association for the Advancement of Psychoanalysis".
- 1941-1945 - Si svolge il "conflitto interno" tra Anna Freud e Melanie Klein nella "British Psychoanalytical Association".
- 1942 - Creazione dell'Associazione psicoanalitica argentina.
- 1943 - Fondazione a Stoccolma della "Svenska Psykoanalytisk Föreningen".
- 1945 - Ricostituzione della Società viennese di psicoanalisi.
- 1946 - Creazione a Bucarest della Società psicoanalitica romena.
- 1945 - Ricostituzione della Società psicoanalitica italiana.
- 1948 - Fondazione della rivista "Psiche" di Nicola Perrotti.
- 1949 - 16º congresso internazionale a Zurigo, presieduto da Ernest Jones.
- 1949 - Pubblicazione di Le strutture elementari della parentela dell'etnologo Claude Lévi-Strauss che contribuirà a precisare l'impostazione teorica in psicoanalisi relativa alle tematiche concernenti il desiderio incestuoso, al suo tabù e alla conseguente vicenda edipica.
- 1951 - 17º congresso internazionale ad Amsterdam, presieduto da Heinz Hartmann.
- 1953 - Scissione nella società francese e allontanamento di Jacques Lacan.
- 1953 - Nascita della "Société française de psychanalyse", fondata da Daniel Lagache.
- 1953 - 18º congresso internazionale a Londra.
- 1954 - Nascita della Canadian Psychoanalytical Society
- 1955 - Il 19º congresso internazionale di Ginevra rifiuta la "Société française de psychanalyse".
- 1957 - 20º congresso internazionale a Parigi.
- 1958 - 21º congresso internazionale a Copenaghen, presieduto da William H. Gillespie.
- 1961 - 22º congresso internazionale a Edimburgo.
- 1961 - Muore Carl Gustav Jung, pioniere della psicoanalisi.
- 1961 - Erving Goffman pubblica Asylums. Le istituzioni totali: i meccanismi dell'esclusione e della violenza.
- 1962 - Fondazione ad Amsterdam della "International Federation of Psychoanalytic Societies Archiviato il 21 gennaio 2018 in Internet Archive. (IFPS)" promossa da Erich Fromm e comprendente Associazioni Psicoanalitiche internazionali indipendenti dall'IPA.
- 1963 - 23º congresso internazionale a Stoccolma, ultimo senza tema centrale fissato.
- 1963 - Ulteriore scissione francese e nascita dell'"École freudienne de Paris" (Jacques Lacan e la rivista "Scilicet", non riconosciuta dall'IPA).
- 1965 - 24º congresso internazionale a Amsterdam sul trattamento psicoanalitico delle nevrosi ossessive.
- 1966 - Scritti di Jacques Lacan.
- 1967 - 25º congresso internazionale a Copenaghen sull'Acting out e sul suo ruolo nel processo psicoanalitico.
- 1969 - Nascita a Parigi del Quatrième groupe.
- 1969 - 26º congresso internazionale a Roma sui nuovi sviluppi della psicoanalisi.
- 1969 - Nascita del gruppo argentino contestatario "Plataforma".
- 1971 - 27º congresso internazionale a Vienna sul concetto di aggressione.
- 1973 - 28º congreso internazionale a Parigi su Transfert e isteria oggi.
- 1973 - Armando Verdiglione organizza a Milano il gruppo "Semiotica e psicoanalisi".
- 1975 - 29º congresso internazionale a Londra, presieduto da Serge Lebovici su pratica ed esperienza del cambiamento.
- 1977 - 30º congresso internazionale a Gerusalemme su affetti e situazione psicoanalitica.
- 1978 - Franco Basaglia riesce a far introdurre la Legge n. 180 del 13 maggio 1978.
- 1979 - Il 31º congresso internazionale a New York condanna l'uso della psicoanalisi quale tortura e come scopo di privazione della libertà. L'argomento del congresso è la clinica.
- 1979 - Primo simposio internazionale sull'inconscio a Tbilisi.
- 1981 - Muore Jacques Lacan, che ha contribuito a dare una forte visibilità alla psicoanalisi in Francia.
- 1982 - 32º congresso internazionale a Helsinki sullo sviluppo psichico
- 1982 - Fondazione di Octave e Maud Mannoni e Patrick Guyomard del "Centre de formation et de recherche psychanalytiques".
- 1983 - 33º congresso internazionale a Madrid sul lavoro dello psicoanalista.
- 1985 - 34º congresso internazionale ad Amburgo sull'identificazione.
- 1987 - 35º congresso internazionale a Montréal, presieduto da Robert S. Wallerstein, sul cinquantenario di Analisi terminabile e analisi interminabile di Freud.
- 1988 - Primo colloquio degli Amici della psicoanalisi a Praga.
- 1989 - 36º congresso internazionale a Roma sul "terreno comune" in psicoanalisi.
- 1989 - Ordinamento in Italia della professione di psicologo e psicoterapeuta tramite la Legge n. 56 del 18 febbraio 1989.
- 1990 - Creazione a Mosca dell'Associazione psicoanalitica dell'URSS (poi "russa").
- 1990 - Creazione a Barcellona dell'"École européenne de psychanalyse" (a Barcellona, diretta da Jacques-Alain Miller).
- 1991 - 37º congresso internazionale a Buenos Aires, sul cambiamento psichico.
- 1991 - Nascita a Varsavia della Società polacca per lo sviluppo della psicoanalisi.
- 1992 - Miller crea l'"Association mondiale de psychanalyse".
- 1993 - 38º congresso internazionale a Amsterdam sulla mente dello psicoanalista, da ascoltare a interpretare.
- 1995 - 39º congresso internazionale a San Francisco, sulla realtà psichica e sull'impatto su paziente e analista, oggi
- 1996 - Fondazione in Italia di "OPIFER - Organizzazione di Psicoanalisti Italiani. Federazione e Registro", che riunisce diverse Associazioni Psicoanalitiche Italiane indipendenti dall'IPA.
- 1997 - 40º congresso internazionale a Barcellona su psicoanalisi e sessualità.
- 1999 - 41º congresso internazionale a Santiago del Cile su affettività in teoria e pratica.
- 2000 - Riunione da parte di René Major dell'"États généraux de la psychanalyse" a Parigi.
- 2001 - Colloqui a Beirut organizzati dalla Società libanese della psicoanalisi.
- 2001 - 42º congresso internazionale a Nizza su metodo e applicazione in psicoanalisi.
- 2003 - Annullamento del 43º congresso di Toronto a causa dell'allarme per la SARS.
- 2003 - Seconda riunione dell'"États généraux de la psychanalyse" a Rio de Janeiro.
- 2004 - 43º congresso internazionale di New Orleans, sul lavoro lungo le frontiere.
- 2005 - Colloqui internazionali di psicoanalisi nel mondo arabo e islamico a Beirut.
- 2005 - 44º congresso internazionale a Rio de Janeiro, sui nuovi sviluppi del concetto di trauma in psicoanalisi.
- 2007 - 45º congresso internazionale a Berlino, presieduto da Cláudio Laks Eizirik su ricordare, ripetere e lavorare oggi in psicoanalisi.
- 2009 - 46º congresso internazionale a Chicago su convergenze e divergenze della pratica psicoanalitica.
- 2011 - 47º congresso internazionale a Città del Messico, presieduto da Charles Hanly, sull'esplorazione dei concetti fondamentali di sessualità, sogno e inconscio.
- 2013 - 48º congresso internazionale a Praga, dal titolo Facing the Pain: Clinical Experience and the Development of Psychoanalytic Knowledge.
- 2015 - 49º congresso internazionale a Boston, presieduto da Sergio Nick, dal titolo Changing World: The Shape and Use of Psychoanalytic Tools Today.
- 2017 - 50º congresso internazionale a Buenos Aires, dal titolo Intimacy.
- 2019 - 51º congresso internazionale a Londra, presieduto da Virginia Ungar, dal titolo The Feminine.
- 2020 - 52º congresso internazionale a Vancouver, presieduto da Virginia Ungar, dal titolo Belonging, Displacement and Loss in Times of Turmoil.

## Psicoanalisti eminenti
- Karl Abraham
- Alfred Adler
- August Aichhorn
- Didier Anzieu
- Michael Balint
- Wilfred Bion
- John Bowlby
- Helene Deutsch
- Max Eitingon
- Erik Erikson
- William R D Fairbairn
- Sándor Ferenczi
- Otto Fenichel
- Franco Fornari
- Anna Freud
- Sigmund Freud
- Erich Fromm
- André Green
- Georg Groddeck
- Karen Horney
- Edith Jacobson
- Ernest Jones
- Carl Gustav Jung
- Melanie Klein
- Heinz Kohut
- Jacques Lacan
- Jean Laplanche
- Donald Meltzer
- Cesare Musatti
- Heinrich Racker
- Otto Rank
- Wilhelm Reich
- Theodor Reik
- Herbert A. Rosenfeld
- Hanns Sachs
- Lou Andreas-Salomé
- Max Schur
- Hanna Segal
- René Spitz
- Sabina Spielrein
- Ricardo Steiner
- Viktor Tausk
- Frances Tustin
- Marie-Louise von Franz
- Edoardo Weiss
- Alexandra Wolff Stomersee
- Donald Woods Winnicott

## Film riguardanti la psicoanalisi
- Freud, passioni segrete (1962), di John Huston
- Prendimi l'anima (2002) di Roberto Faenza
- A Dangerous Method (2011) di David Cronenberg